# Österreichische Galerie Belvedere
Die Österreichische Galerie Belvedere, seit 2007 kurz Belvedere genannt (traditionelle Aussprache ohne Schluss-e), ist ein bedeutendes Kunstmuseum im Schloss Belvedere in Wien. Neben dem Unteren und dem Oberen Belvedere gehören das Belvedere 21, das Gustinus-Ambrosi-Museum und bis 2017 auch das Winterpalais Prinz Eugen zu dieser Institution.
Die historisch gewachsene Kunstsammlung des Belvederes gibt einen Überblick über die österreichische Kunstentwicklung vom Mittelalter über das Barock bis ins 21. Jahrhundert. Ein Schwerpunkt liegt auf den österreichischen Malern des Fin de Siècle und des Jugendstil. Das Herzstück der im Oberen Belvedere präsentierten Sammlung „Kunst um 1900“ bildet die weltweit größte Gustav-Klimt-Gemäldesammlung. Höhepunkte sind seine goldene Bilder „Der Kuss“ (1908/09) und „Judith“ (1901) sowie Meisterwerke von Egon Schiele und Oskar Kokoschka. Prominente Werke des französischen Impressionismus sowie die wichtigste Sammlung des Wiener Biedermeiers gehören ebenfalls zum Repertoire des Museums.
Schon zu Zeiten Prinz Eugens (1663–1736), eines bedeutenden Feldherrn, Kunstmäzens und Sammlers, waren die beiden Schlösser seiner Sommerresidenz im Belvedere Aufbewahrungsorte zahlreicher Kunstwerke. Nach dem Tod des Prinzen kamen Teile seiner Sammlungen und die Schlösser an das Kaiserhaus, das ab 1781 verschiedene Teile der kaiserlichen Kunstsammlungen dort aufstellen ließ. 1903 wurde im Unteren Belvedere die staatliche „Moderne Galerie“ eingerichtet. Nach dem Ende der Monarchie wurden das Untere und später auch das Obere Belvedere sowie die Orangerie zum Museum. Die Österreichische Galerie Belvedere gehört zu den österreichischen Bundesmuseen und ist seit dem Jahr 2000 eine vollrechtsfähige „wissenschaftliche Anstalt“.

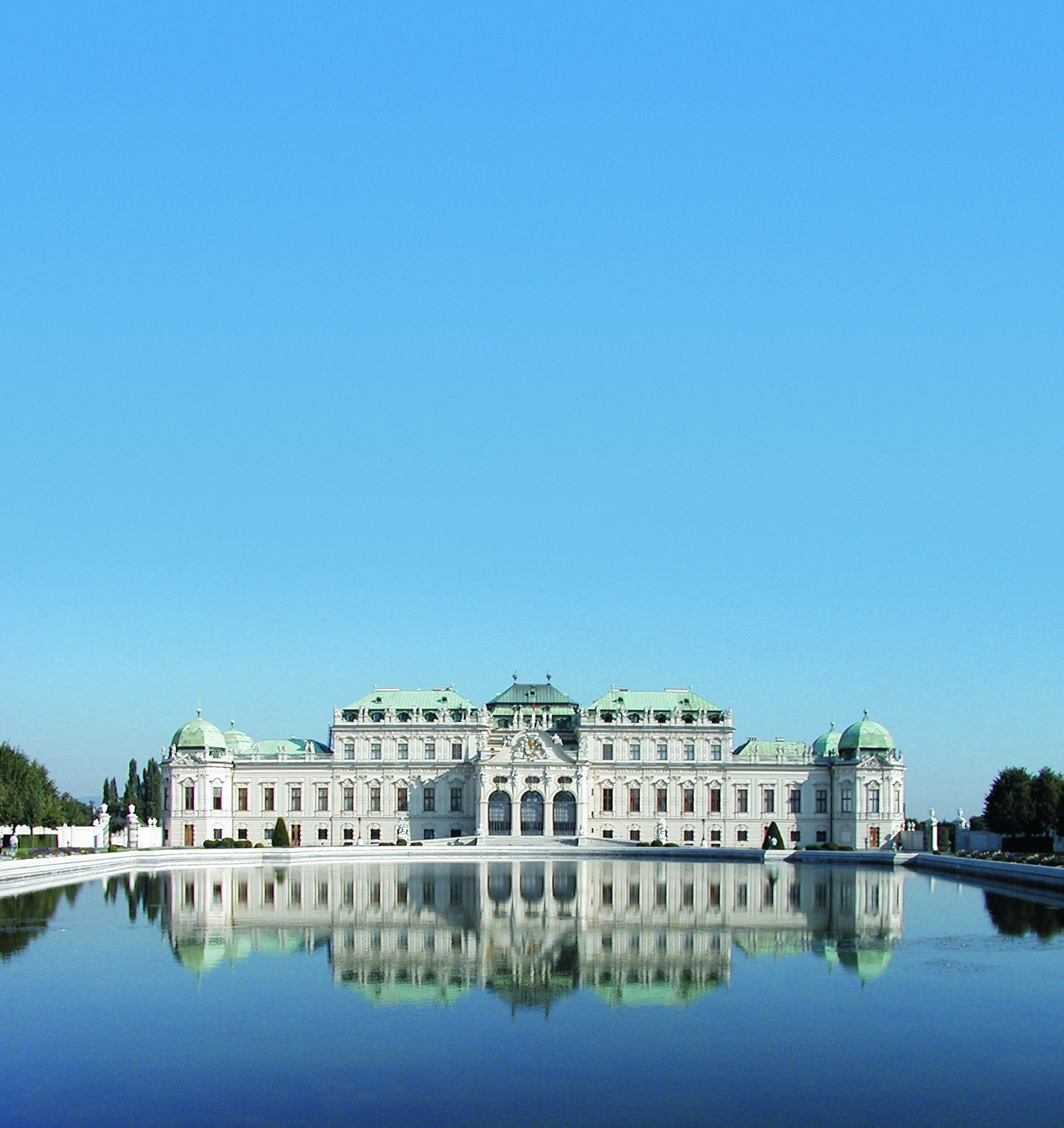
Blick aus Richtung Landstraßer Gürtel nordwärts, auf die Südseite des Oberen Belvederes

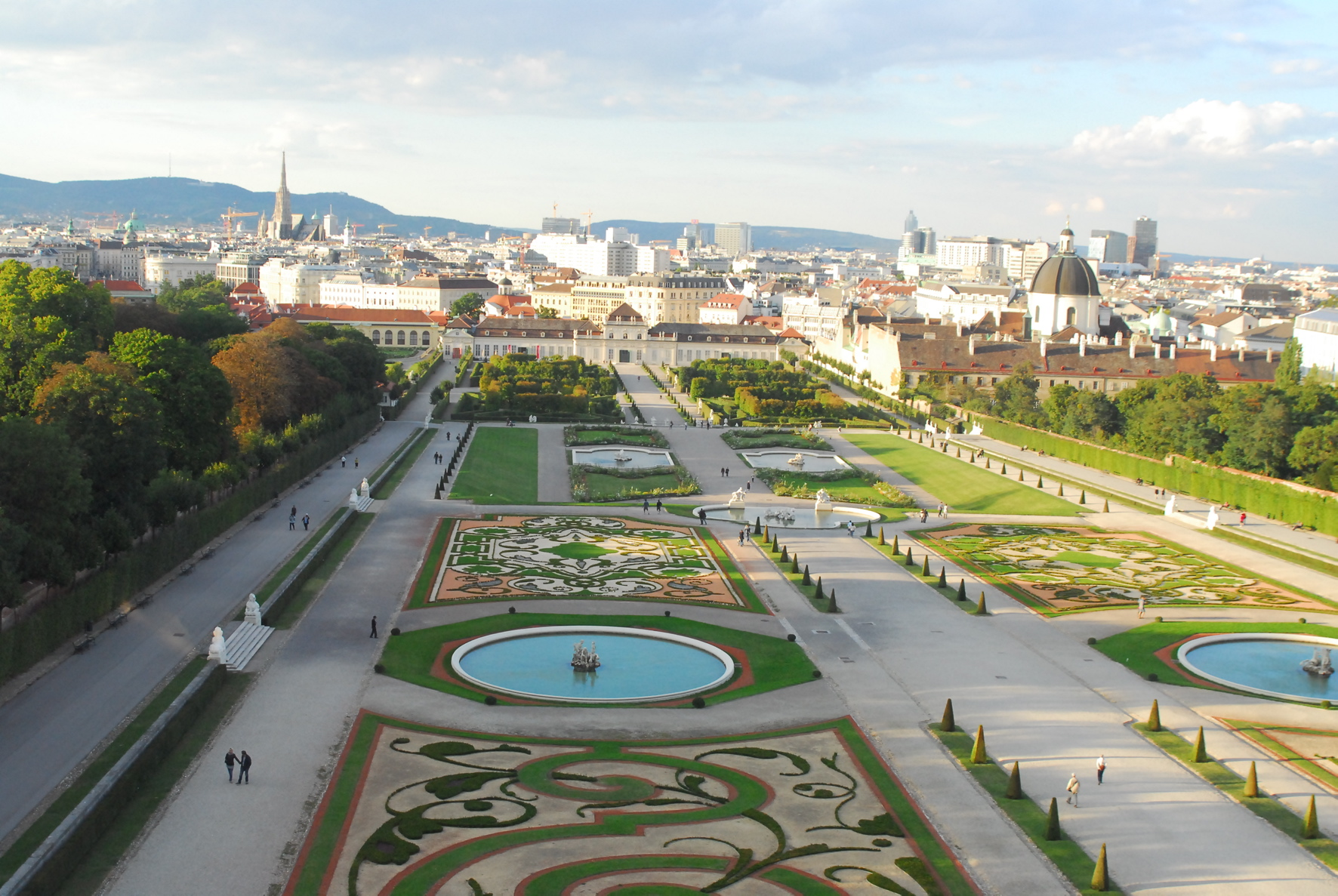
Blick vom Oberen Belvedere nordwärts (Richtung Stadtzentrum) auf die Gartenanlagen und das Untere Belvedere

## Kaiserliche Kunstsammlungen im Belvedere (1781–1891)

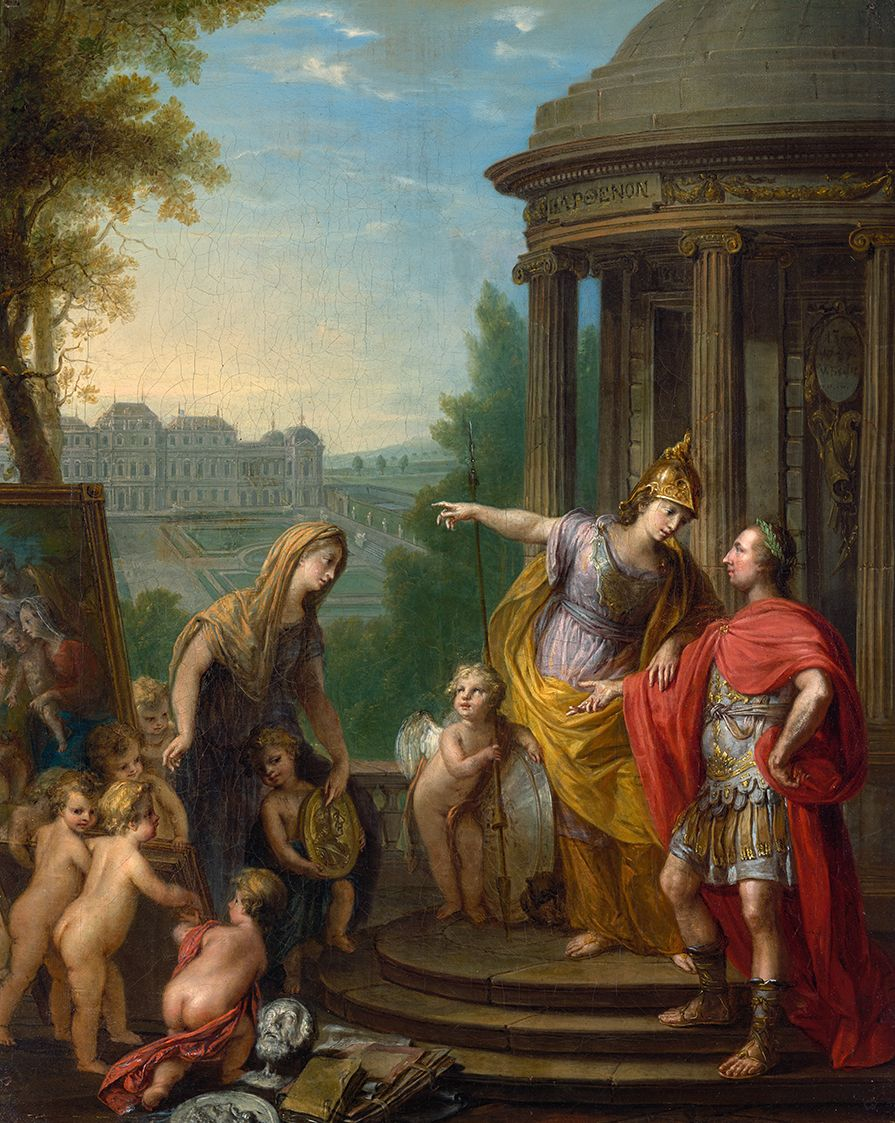
Vinzenz Fischer: Allegorie auf die Übertragung der kaiserlichen Galerie in das Belvedere, 1781 – Minerva, die Göttin der Weisheit, Kunst und klugen Kriegsführung, weist Joseph II. auf das Obere Belvedere hin.

Nachdem die kaiserliche Galerie in der Stallburg bereits an Raumnot litt und viele Gemälde deshalb nicht ausgestellt werden konnten, fassten die Regentin Maria Theresia und ihr Sohn, der spätere Kaiser Joseph II., 1776 den Entschluss, diese in das Obere Belvedere einzubringen. Für dieses Vorhaben und dessen Umsetzung zeichnete der damalige Galeriedirektor Joseph Rosa d. Ä. verantwortlich. Er nahm bereits eine Einteilung nach künstlerischen Schulen vor, die in der Folge jedoch durch die Neuaufstellung Christian von Mechels ersetzt wurde.
Im Unteren Belvedere konnte von der Zeit des Wiener Kongresses an die Ambraser Sammlung besichtigt werden. Außerdem wurden hier Objekte der kaiserlichen Kollektion antiker und ägyptischer Kunst ausgestellt. Sämtliche in den Belvedere-Schlössern befindlichen Kunstwerke wurden letztlich in das neu errichtete und 1891 eröffnete Kunsthistorische Museum verbracht.

## Geschichte des Museums seit 1903

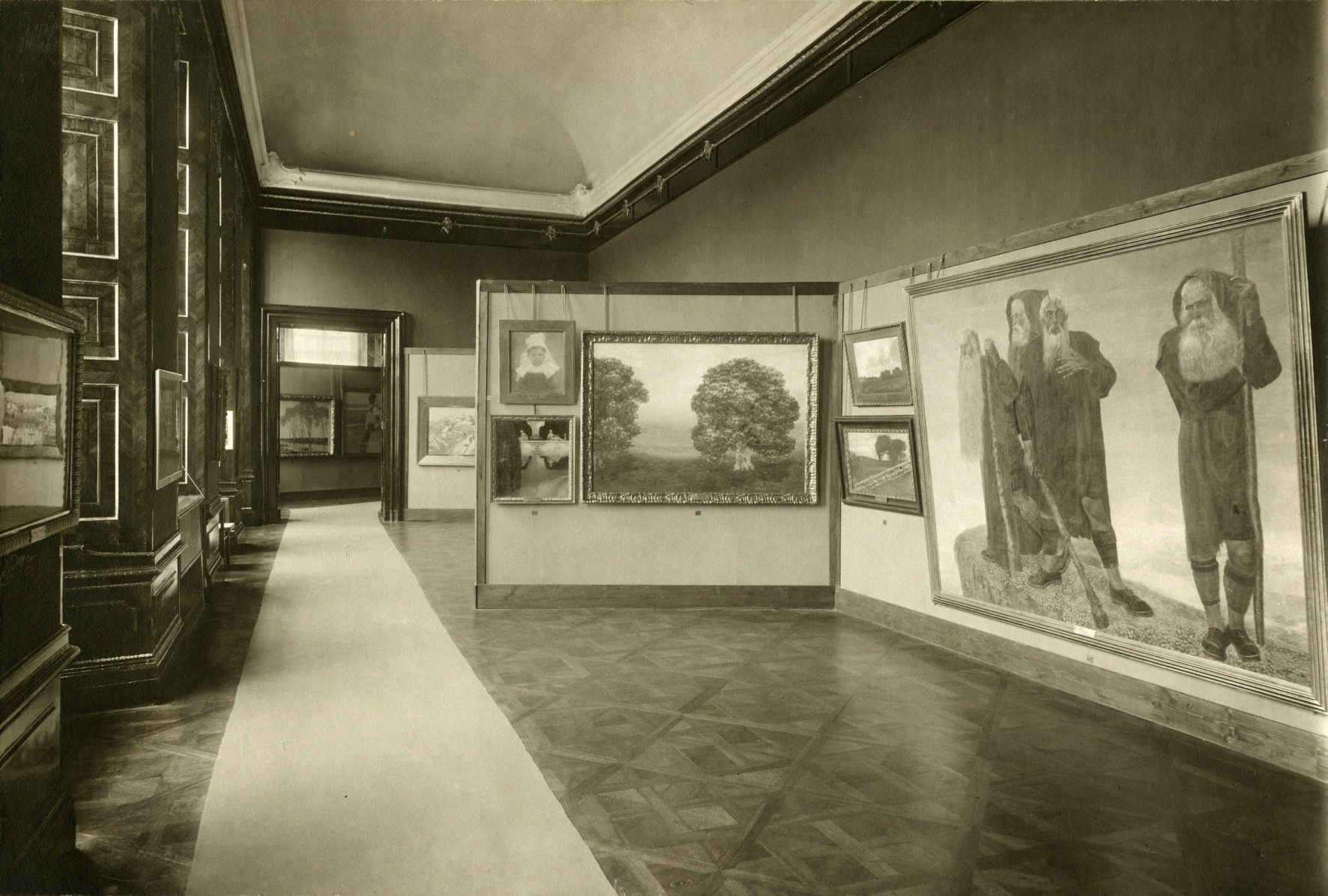
Einblick in die Moderne Galerie 1903

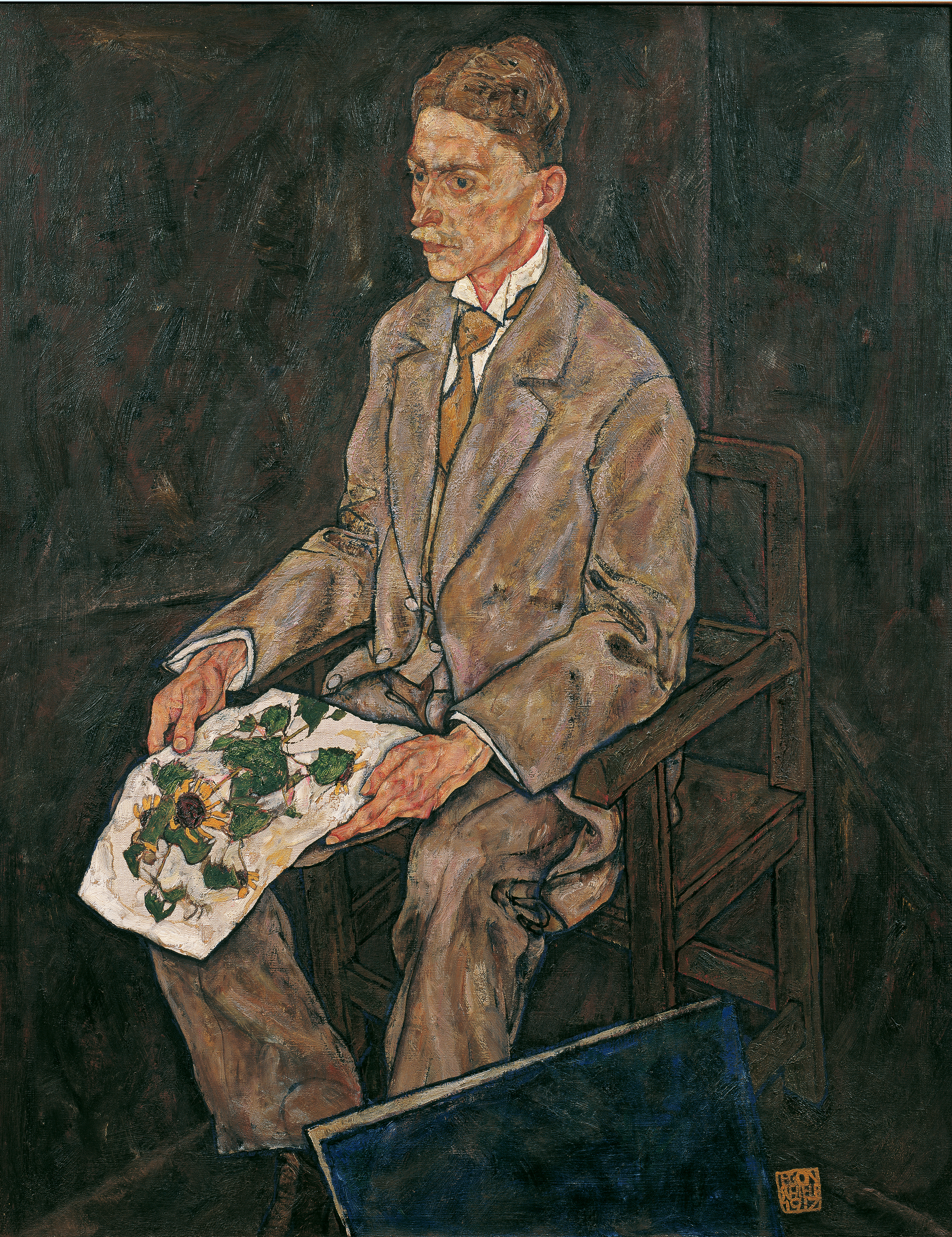
Egon Schiele: Bildnis Dr. Franz Martin Haberditzl, 1917

Im Jahr 1903 wurde vom k.k. Ministerium für Kultus und Unterricht die Moderne Galerie im Unteren Belvedere eröffnet. Jahrelang hatten zahlreiche österreichische Künstler, allen voran Carl Moll mit den Wiener Secessionisten, darauf gedrängt, ein staatliches Museum für zeitgenössische Kunst einzurichten. Zum Zeitpunkt ihrer Eröffnung 1903 besaß die Moderne Galerie schon eigene Sammlungsbestände, den Grundstein dafür hatte die Secession mit Schenkungen in den Jahren zuvor gelegt. Die Leitung der Modernen Galerie besorgte anfangs das Ministerium selbst, erst 1909 erhielt sie in Friedrich Dörnhöffer, der den Erwerb von Kunstwerken aller Epochen vorantrieb, ihren ersten Direktor. 1912 wurde die Moderne Galerie in k.k. Österreichische Staatsgalerie umbenannt. Sie zeigte zu diesem Zeitpunkt bereits einen repräsentativen Querschnitt durch das österreichische Kunstschaffen vom Mittelalter bis zur Gegenwart und gab die grundsätzliche Struktur des heutigen Museumskomplexes vor.
Von 1915 an bis zu seiner Amtsenthebung 1938 leitete Franz Martin Haberditzl das Museum und legte mit seiner klugen Ankaufspolitik den Grundstein für die Sammlung von Hauptwerken der Klassischen Moderne. In seine Amtszeit fallen auch die Erweiterung der Österreichischen Staatsgalerie auf beide Schlösser und die Neuordnung der ehemaligen kaiserlichen Sammlung durch Hans Tietze.
Nach dem Ende des Ersten Weltkriegs und der Gründung der Ersten Republik im November 1918 standen die Museen in Wien vor großen Problemen. Das ehemalige Hofärar, Staatsbesitz in direkter Verwaltung durch den kaiserlichen Hof, wurde Ende 1918 als Eigentum der Republik festgestellt, die habsburgische Familienstiftung (Fideikommiss) im Habsburgergesetz 1919 zu Gunsten des Staates enteignet. Allerdings verpflichtete der Vertrag von Saint-Germain 1919 Österreich zur Rückgabe von Sammlungen, die einst im Besitz jener ehemaligen Kronländer gewesen waren, die nicht zur neuen Republik Österreich gehörten. Deshalb wechselte ein Teil der Kunstwerke der Österreichischen Staatsgalerie in andere Nachfolgestaaten der Monarchie. In der Sammlung des Belvederes befinden sich seit damals kaum noch Werke von Künstlern aus ehemaligen Ländern der österreichischen Reichshälfte der Doppelmonarchie, die 1918 Ausland wurden.
Die Österreichische Galerie, wie sie ab 1921 genannt wurde, beherbergte seit 1923 im Unteren Belvedere ein Barockmuseum, ab 1924 im Oberen Belvedere die Galerie des 19. Jahrhunderts und ab 1929 eine Moderne Galerie in der Orangerie. Es wurden zahlreiche bedeutende Werke erworben, unter anderem Gemälde von Gustav Klimt und Egon Schiele.
Während des nationalsozialistischen Regimes blieb die Moderne Galerie ab dem 22. März 1938 geschlossen. Die dort ausgestellten Kunstwerke des 20. Jahrhunderts wurden deponiert, wodurch der Bestand an sogenannten „entarteten“ Werken unangetastet blieb. Die Galerie des 19. Jahrhunderts und das Barockmuseum blieben bis 1944 geöffnet. Bei den Bombardierungen Wiens ab September 1944 wurde das Belvedere schwer getroffen. Das NS-Regime nutzte das Obere Belvedere für Konferenzen und Empfänge.
Nach dem Zweiten Weltkrieg errichtete Direktor Karl Garzarolli-Thurnlackh 1953 die Mittelaltersammlung des Belvederes in der Orangerie beim Unteren Belvedere. Die Bestände für diese Sammlung erhielt das Belvedere vom Kunsthistorischen Museum und gab im Gegenzug seine Sammlung internationaler Kunst des 19. und 20. Jahrhunderts an das KHM ab.
1955 konnte das Obere Belvedere nach jahrelangen Wiederaufbau- und Renovierungsarbeiten der Öffentlichkeit wieder als Museum zugänglich gemacht werden, die Werke Gustav Klimts, Egon Schieles, Oskar Kokoschkas und anderer bedeutender österreichischer Künstler konnten gezeigt werden. Bedeutende Ausstellungen (1958: Van Gogh, 1960: Gauguin, 1961: Cézanne) brachten dem Museum schon damals viele Besucher.
Die Neuerwerbungen ab 1938 unterliegen seit 1998 der Prüfung durch die Provenienzforschung des Belvederes und der Kommission für Provenienzforschung. Je prominenter ein Werk ist, desto zäher verliefen allerdings die Maßnahmen, es den rechtmäßigen Eigentümern zurückzustellen. Exemplarisch dafür steht Klimts Bildnis Adele Bloch-Bauer I (die sogenannte goldene Adele), das 2006 an die rechtmäßige Erbin des ehemaligen Besitzers zurückgegeben wurde.
Der Museumsbetrieb nach dem Zweiten Weltkrieg war durch zahlreiche Neuerwerbungen, Erweiterungen und Modernisierungsmaßnahmen gekennzeichnet.
Während der Direktion von Gerbert Frodl (1991–2006) wurde das Obere Belvedere generalsaniert (1991–1996). Im Jahr 2000 wurde das Belvedere wie alle anderen Bundesmuseen mit Vollrechtsfähigkeit ausgestattet, blieb aber nach wie vor im Eigentum des Staates.

### Direktionen des Museums
- Friedrich Dörnhöffer: 1909–1914
- Franz Martin Haberditzl: 1915–1938
- Bruno Grimschitz: 1939–1945
- Fritz Novotny: provisorischer Leiter 1945–1947
- Karl Garzarolli-Thurnlackh: 1947–1959
- Fritz Novotny: 1960–1968
- Hans Aurenhammer: 1969–1982
- Hubert Adolph: 1983–1991
- Gerbert Frodl: 1992–2006
- Agnes Husslein-Arco: 2007–2016
- Wissenschaftliche Geschäftsführerin Stella Rollig: seit 16. Jänner 2017
- Kaufmännischer Geschäftsführer: Dieter Bogner (Juli 2016 – 15. Jänner 2017, interimistisch), Wolfgang Bergmann (seit 16. Jänner 2017)

## Neustrukturierung des Museums seit 2007
2007–2016 leitete Agnes Husslein-Arco, vormals Direktorin des Salzburger Rupertinums und des Museums der Moderne auf dem Mönchsberg, das Museum. Sie positionierte das Belvedere als Museum österreichischer Kunst im internationalen Kontext.
Nach umfangreichen Adaptierungs- und Umbaumaßnahmen sind die Hauptwerke der Sammlungen mittelalterlicher Kunst und des Barocks (ehemals im Unteren Belvedere) seit Frühjahr 2008 im Oberen Belvedere zu sehen. Die adaptierten Räumlichkeiten des Unteren Belvederes und der Orangerie bieten nunmehr Platz für Sonderausstellungen. Weiters wurde im ehemaligen Prunkstall ein Schaudepot für die mittelalterlichen Bestände eingerichtet.
2011 präsentierte Husslein-Arco die neu konzipierte Schausammlung im Oberen Belvedere. Am 15. November 2011 konnte das 21er Haus als Museum für die Kunst des 20. und des 21. Jahrhunderts wiedereröffnet werden. Von November 2013 bis November 2017 besaß das Belvedere mit dem Winterpalais des Prinzen Eugen einen weiteren Ausstellungsort in der Wiener Innenstadt; dieser wurde dann an das Bundesministerium für Finanzen zurückgestellt.
Die Besuchszahlen des Belvederes stiegen während der Direktion von Husslein-Arco 2012 erstmals über eine Million (Gesamtbesuch 2015: 1.266.620); bis 2017 stiegen sie auf 1,427 Millionen, 2018 auf 1,592 Millionen.
Im Sinne des Bestrebens der öffentlichen Hand, in der Leitung ihrer Betriebe das Vier-Augen-Prinzip einzuführen, wurde im Juli 2016 der bei der Gründung des Wiener MuseumsQuartiers aktive Experte Dieter Bogner zum interimistischen kaufmännischen Geschäftsführer bestellt. Ende Juli 2016 ließ der für Kultur zuständige Kanzleramtsminister Thomas Drozda wissen, er plane für das Belvedere eine neue strukturelle, organisatorische und personelle Konstellation.
Die neue Besetzung der wissenschaftlich-künstlerischen und der kaufmännischen Leitung (Stella Rollig, Wolfgang Bergmann) wurde von Thomas Drozda am 17. Oktober 2016 bekanntgegeben. Die Amtsübernahme fand am 16. Jänner 2017 statt. Im Mai 2017 berichtete die neue Leitung über nötige Veränderungen.
Im Dezember 2020 wurde bekannt, dass ein zu errichtender Belvedere-Standort in der Stadt Salzburg die Zustimmung der Aufsichtsgremien erhalten hat.

## Sammlungen

### Mittelalter
Die Sammlung mittelalterlicher Kunst des Belvedere umfasst rund 220 Werke von der Romanik bis zur frühen Neuzeit. Ihr Schwerpunkt liegt auf Skulpturen und Tafelbildern des 14. bis frühen 16. Jahrhunderts, die einen repräsentativen Überblick zur Vielfalt und Entwicklung der gotischen Bildkünste in Österreich geben.

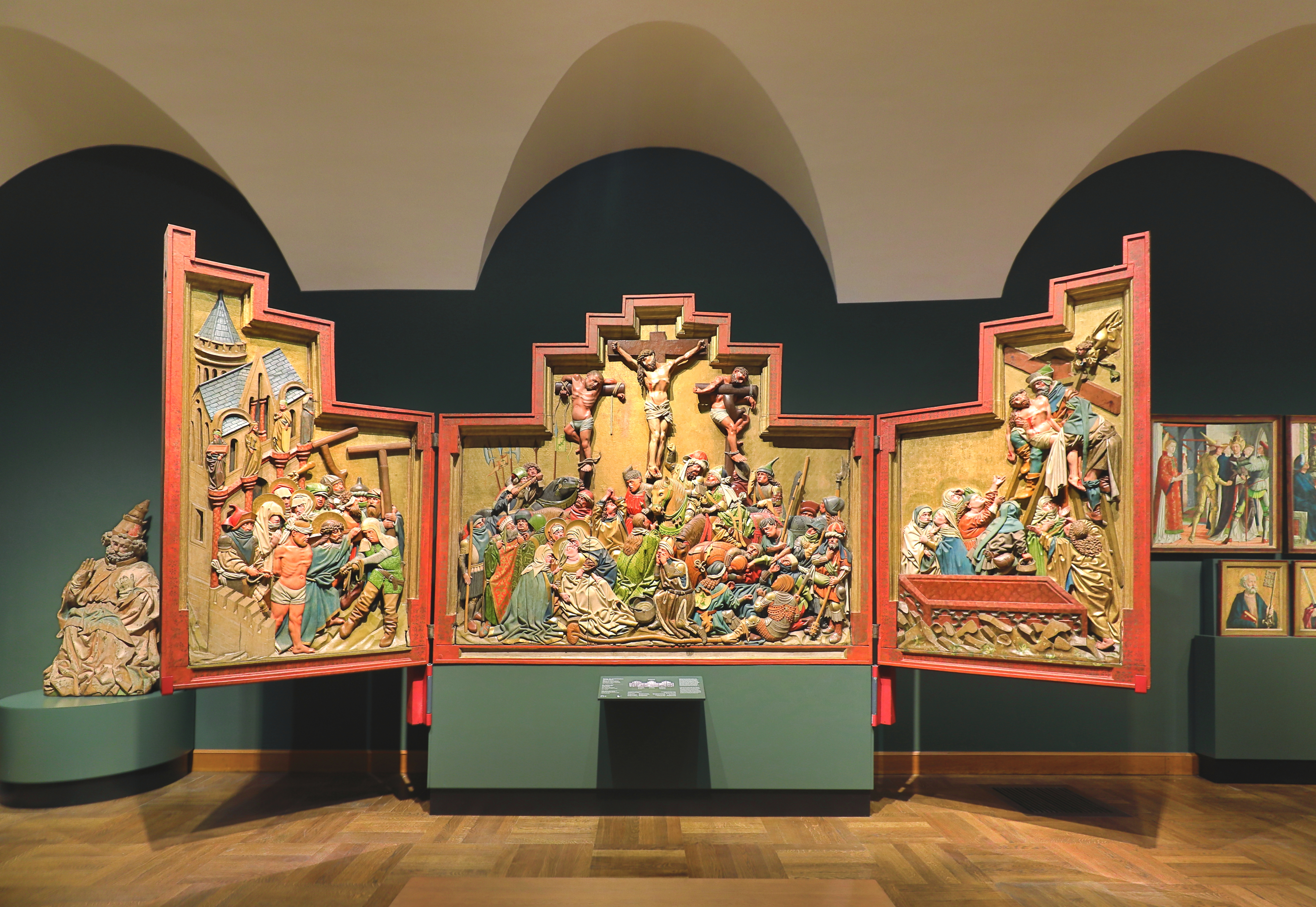
Znaimer Altar (datiert mit 1440–1450)

Zu den bedeutenden frühen Skulpturen zählen etwa die ausdrucksstarke Sonntagberger Madonna oder die Figurengruppe des Meisters von Großlobming aus der Zeit des Schönen Stils um 1400. Den grundlegenden Wandel zum frühen Realismus dokumentieren auf eindrucksvolle Weise der Wiener Albrechtsmeister und der Znaimer Altar, dessen Passionsreliefs noch die originale, detailreiche Fassmalerei aufweisen. Hauptwerke der nachfolgenden Generationen stammen von Conrad Laib, dem Wiener Schottenmeister, Rueland Frueauf dem Älteren und dem Jüngeren, Michael Pacher, Marx Reichlich, Hans Klocker, Urban Görtschacher und von zahlreichen weiteren, oft nicht namentlich bekannten Meistern der verschiedensten Regionen. Im Werk von Andreas Lackner kündigt sich bereits das neue Menschenbild der Renaissance an. Seit 2007 sind ca. 60 Hauptwerke der Sammlung mittelalterlicher Kunst im Oberen Belvedere zu sehen, im Schaudepot Schatzhaus Mittelalter im ehemaligen Prunkstall des Belvedere sind Meisterwerke der Tafelmalerei, Skulpturen und gotische Flügelaltäre in einer dichten Präsentation versammelt. Darunter einer der frühesten österreichischen Altäre dieser Art: der um 1400 entstandene Obervellacher Altar. Neben Arbeiten bekannter Meister wie Friedrich Pacher oder Hans Klocker finden sich zahlreiche kostbare Werke von meist anonymen Malern und Bildhauern. Zeitlich spannt sich der Bogen vom romanischen Kruzifix bis ins frühe 16. Jahrhundert, wobei der Schwerpunkt auf der spätgotischen Malerei und Bildhauerkunst liegt.

### Barock

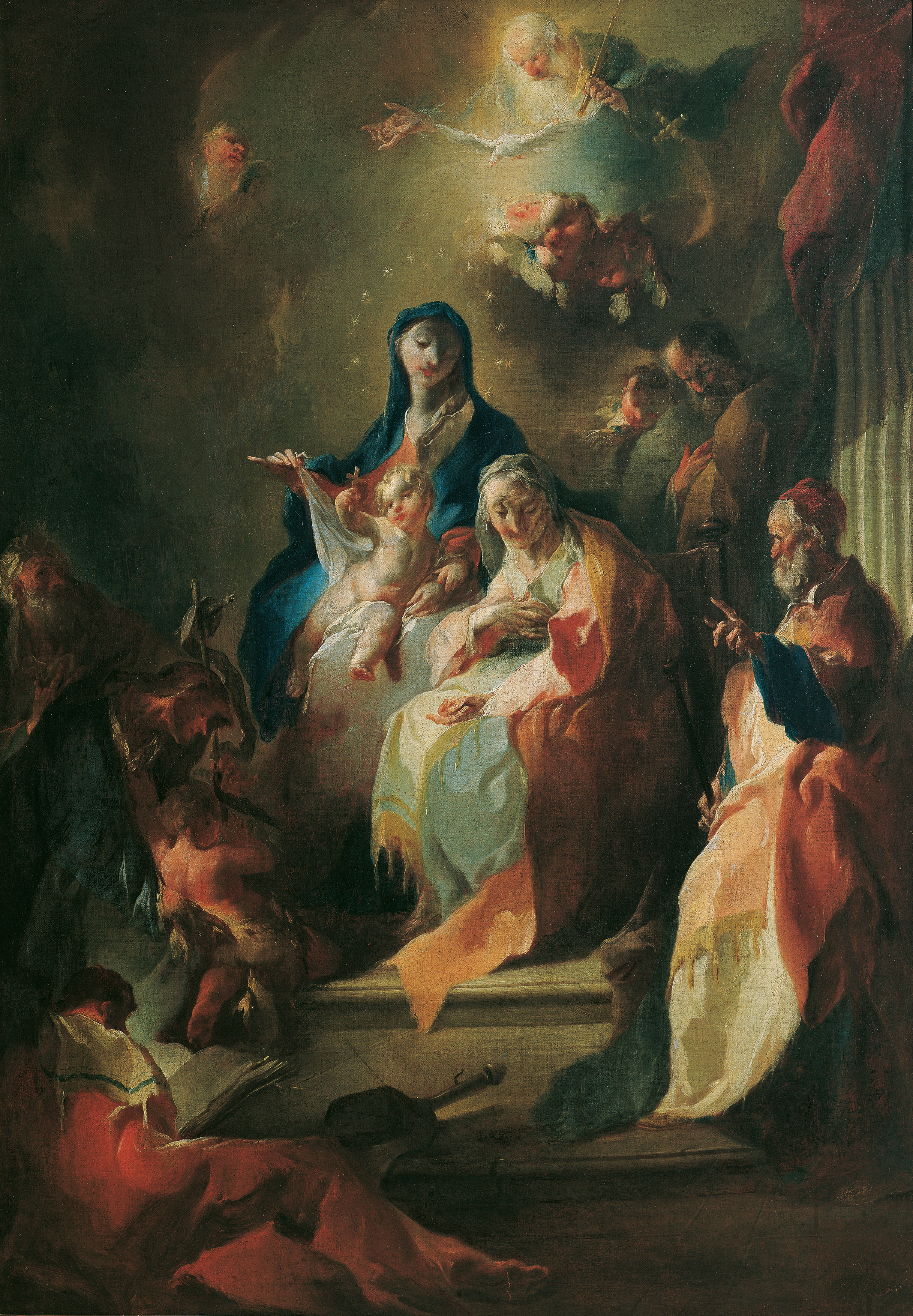
Franz Anton Maulbertsch: Die heilige Sippe, 1755

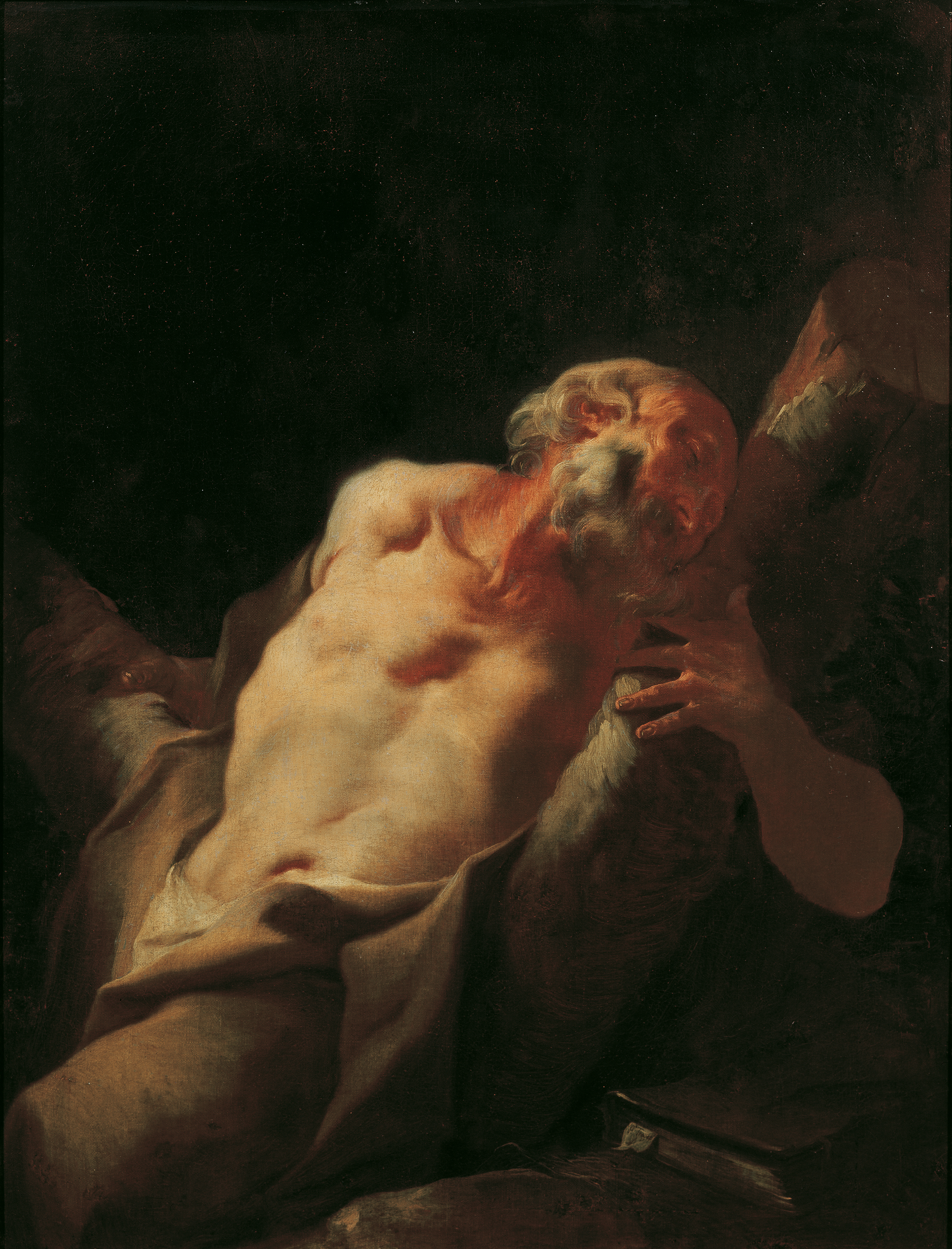
Paul Troger: Der Apostel Andreas, um 1738

Die Geschichte der Barocksammlung hängt eng mit der Sammeltätigkeit des Bauherrn der Belvedere-Schlösser, Prinz Eugen von Savoyen, zusammen. Einzelne Gemälde dieser Urausstattung, so etwa Bilder von Johann Georg de Hamilton oder Franz Werner Tamm, haben sich bis heute in der Sammlung des Belvedere erhalten. Die Barocksammlung umfasst rund 800 Objekte aus Malerei und Bildhauerei, aber auch aus Druckgrafik und Medailleurkunst; sie vermittelt ein beeindruckendes Bild der Kunstproduktion des Barock in den Gebieten der ehemaligen Habsburgermonarchie. Insbesondere das 18. Jahrhundert ist durch Gemälde und Skulpturen in beinahe enzyklopädischer Form vertreten. Hier wiederum liegt ein besonderes Augenmerk auf Künstlern, die als Schüler oder Lehrende der Wiener Akademie verbunden waren.
Von zweien dieser Künstlerpersönlichkeiten besitzt das Belvedere den weltweit größten Bestand an Werken – Franz Anton Maulbertsch und Franz Xaver Messerschmidt.
Maulbertschs frühes Werk ist von intensiver Farbigkeit und dramatischen Helldunkel gekennzeichnet, die bisweilen grotesk verzerrten Gesichter in seinen Werken (zu finden etwa in Die heilige Sippe) wurden zu seinem Markenzeichen. Aufgrund seiner gut geführten Werkstatt konnte er viele große Aufträge im Gebiet der ehemaligen Donaumonarchie erledigen. Franz Xaver Messerschmidt erlangte vor allem durch seine Charakterköpfe große Berühmtheit, welche jedoch nur einen Teil seines von handwerklicher Brillanz gezeichneten Schaffens bilden. Im Belvedere sind, abgesehen von der hervorragenden Sammlung an Charakterköpfen, auch die beiden monumentalen Statuen von Kaiser Franz I. Stephan und Maria Theresia zu sehen, die weitere künstlerische Höhepunkte seines Schaffens darstellen.
In der Dauerausstellung vermittelt eine repräsentative Auswahl aus dem Gesamtbestand einen Überblick über die Epoche des Barock in Österreich. Hierbei können Schloss und Museum in einander wunderbar ergänzender Form erlebt werden, so etwa im Raum vor der Schlosskapelle, in dem der Modello für das Altarbild von Francesco Solimena präsentiert wird, sodass Entwurf und Ausführung nebeneinander zu sehen sind. Hier können auch weitere Werke barocker Sakralkunst von Paul Troger, Josef Ignaz Mildorfer und vor allem Martin Johann Schmidt, dem sogenannten Kremser Schmidt, bewundert werden.
Innerhalb der Sammlung lassen sich markante Themenschwerpunkte feststellen. Höfische Porträts der internationalen Virtuosen Jacob van Schuppen und Martin van Meytens, die den gesellschaftlichen Rang, die entsprechende Pose und die Insignien als Zeichen der Macht im hohen Absolutismus aufzeigen, stehen den bürgerlich-privaten Bildnissen eines Jan Kupetzky, Christian Seybold oder Franz Anton Palko gegenüber. Die Werke Johann Georg Platzers oder Franz Christoph Janneck führen die Fest-, Musik- und Tanzkultur der Zeit vor. Die raffinierte Stilllebenmalerei beinhaltet naturwissenschaftlich inspirierte Werke von Johann Adalbert Angermayer oder Franz Michael Siegmund von Purgau wie auch die ausgezirkelten Küchenstillleben der Anna Maria Punz. Hauptwerke der religiösen und mythologischen Historienmalerei liegen in den Werken von Johann Michael Rottmayr, Martino Altomonte, Paul Troger, Franz Anton Maulbertsch und des Kremser Schmidt vor. Die Landschaftsmalerei wurde in der zweiten Hälfte des 18. Jahrhunderts durch das Werk von Johann Christian Brand bestimmt.

### Klassizismus – Romantik – Biedermeier

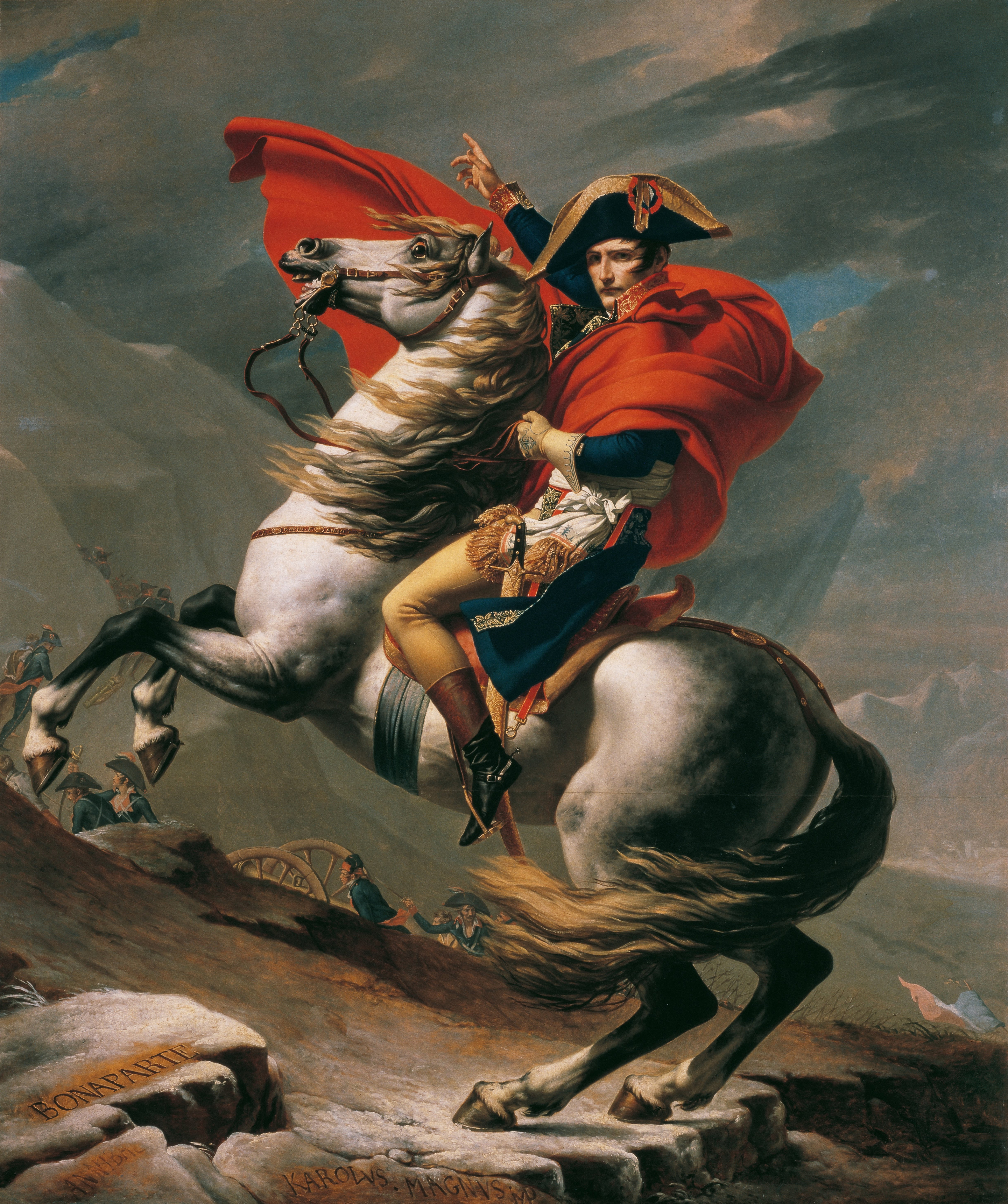
Jacques-Louis David: Napoleon am Großen St. Bernhard, 1801

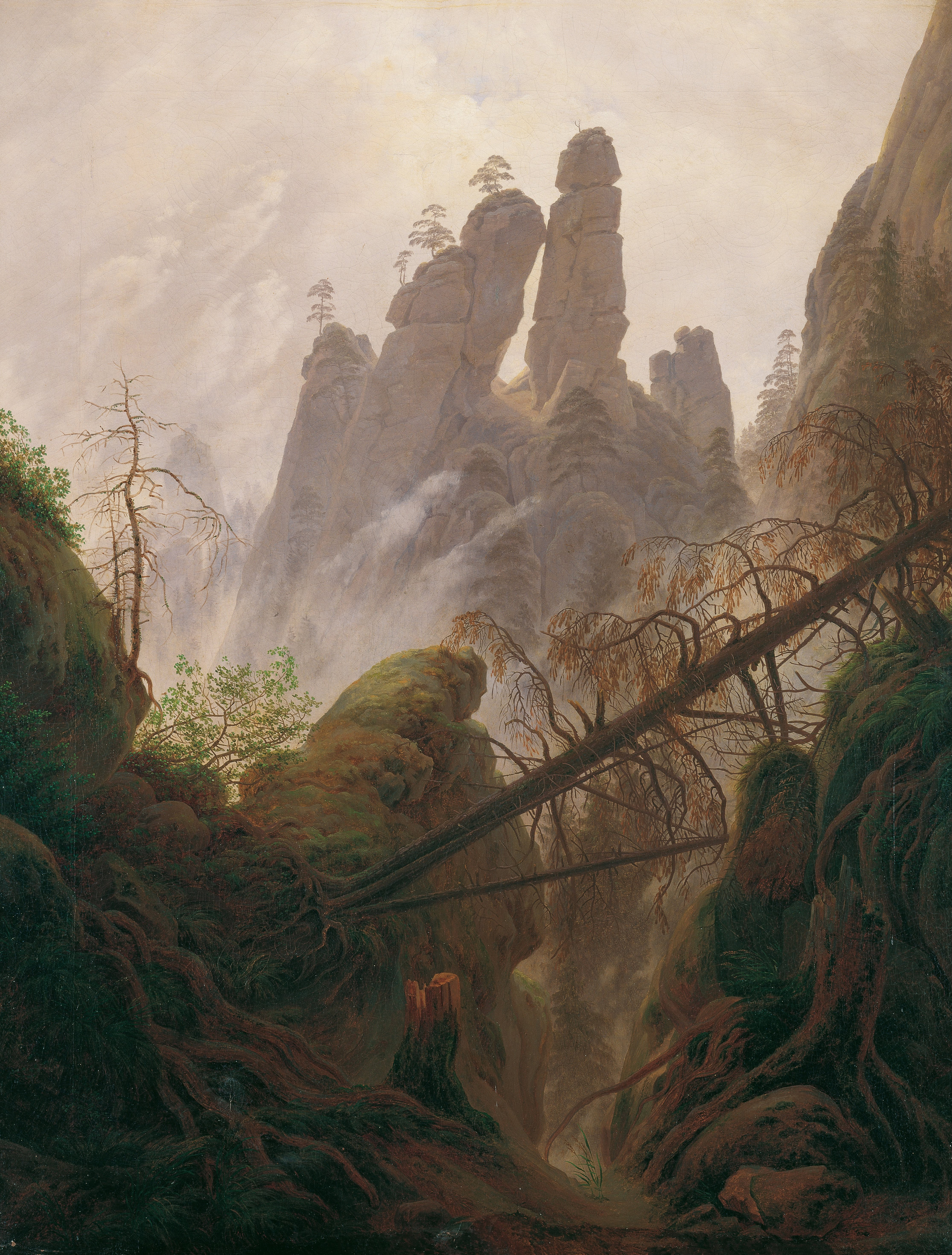
Caspar David Friedrich: Felsenlandschaft im Elbsandsteingebirge, 1822–1823

Die Sammlung des 19. Jahrhunderts ist die mit Abstand umfangreichste des Belvedere, wobei die künstlerische Entwicklung der ersten Jahrhunderthälfte in ihrem Weg von der klassizistischen Zeit über die Romantik bis hin zur Entfaltung der Wiener Biedermeiermalerei anhand zahlreicher Werke nahezu vollständig belegbar ist.
Der Kernbestand der Sammlung geht noch auf die Zeit der Kaiserlichen Gemäldegalerie zurück, die ab 1781 im Oberen Belvedere öffentlich zugänglich war. In der ersten Hälfte des 19. Jahrhunderts waren bereits Werke von Johann Knapp, Jakob und Rudolf von Alt, Heinrich Friedrich Füger, Friedrich Gauermann, Angelika Kauffmann, Anton Petter oder dem Blumenmaler Franz Xaver Petter im Belvedere zu sehen. Die in erster Linie national orientierte Sammlung wurde seit der Direktion von Franz Martin Haberditzl kontinuierlich durch den Ankauf europäischer Kunstwerke, wie zum Beispiel Werken von Caspar David Friedrich oder Jakob Philipp Hackert, selektiv erweitert.
Mit Werken von Angelika Kauffmann, Heinrich Friedrich Füger und Johann Baptist Lampi spannt die Porträtmalerei den Bogen von der barock-klassizistischen Bildnisauffassung mit englischen und französischen Einflüssen über François Gérard hin zu den führenden Porträtmalern der Wiener Biedermeierzeit Friedrich von Amerling und Ferdinand Georg Waldmüller. Die Historienmalerei ist durch bedeutende Werke verschiedenster Künstler vertreten: Maler wie Heinrich Friedrich Füger, Anton Petter oder Hubert Maurer hielten bis weit ins 19. Jahrhundert hinein am Akademismus fest, andere, so Ludwig Ferdinand Schnorr von Carolsfeld und Moritz von Schwind, zeigten in ihren Werken eine romantische Umsetzung historischer Themen. Daneben entwickelte sich auch eine Auseinandersetzung mit zeitgenössischen Geschehnissen, die im Belvedere beispielsweise in den Werken von Jacques-Louis David (Napoleon am Großen St. Bernhard) oder Johann Peter Krafft zu sehen ist. Die Sammlung klassizistischer Skulpturen setzt sich aus einer kleinen Anzahl hochwertiger Werke zusammen, darunter Perseus und Andromeda von Franz Anton Zauner, Mars und Venus mit Amor von Leopold Kissling und Der jugendliche Amor von Johann Nepomuk Schaller.
Die romantisch orientierten Lukasbrüder oder Nazarener sind im Belvedere vor allem durch religiöse Werke vertreten (zum Beispiel Johann Scheffer von Leonhardshoff Die Hl. Cäcilie, Joseph von Führich Der Gang Mariens), aber auch durch bildliche Umsetzungen romantischer Erzählungen (zum Beispiel Moritz von Schwind Die schöne Melusine). Die romantische Landschaftsdarstellung wird unter anderem von einem ihrer Hauptvertreter, Joseph Anton Koch (Der große Wasserfall bei Tivoli), repräsentiert und zeigt im Biedermeierrealismus (Ludwig Ferdinand Schnorr von Carolsfeld Die breite Föhre nächst der Brühl bei Mödling) ein spätes Nachwirken. Die 1830 einsetzende realistische Wiedergabe der Natur in der Malerei ist in den Werken von Friedrich Loos, Franz Steinfeld, Friedrich Gauermann oder Ferdinand Georg Waldmüller zu finden. Eine besondere Position im Bereich der Landschaftsmalerei nehmen die Veduten von Rudolf von Alt ein (zum Beispiel Der Stephansdom, Der Hafen von Neapel mit Vesuv).
Das Stillleben erlangte in der Biedermeierzeit eine Hochblüte: Nach flämischen und niederländischen Vorbildern entstanden prachtvolle Blumenstücke, die im Belvedere in Werken von Franz Xaver Petter, Josef Lauer und Joseph Nigg zu sehen sind. Daneben dokumentiert sich bei einigen Künstlern der Zeit ein zunehmendes Interesse an der Botanik (Johann Knapp Huldigung an Jacquin „Jacquins Denkmal“).
Am treffendsten konnte sich die Zeit des Biedermeier in der Genremalerei präsentieren. Auch hier ist Ferdinand Georg Waldmüller zu nennen (Fronleichnamsmorgen, Vorfrühling im Wienerwald), der sich, wie auch Johann Matthias Ranftl und Friedrich Gauermann der bäuerlichen Genredarstellung widmete. Josef Danhauser konzentrierte sich in seinen Darstellungen auf die Vertreter des Bürgertums, während Peter Fendi mit Vorliebe Begebenheiten aus dem Leben einfacher Menschen (Die Lauscherin, Die Pfändung) dokumentierte.
Fendis Schüler Carl und Albert Schindler und Friedrich Treml bilden die bedeutendsten Vertreter des sogenannten Soldatengenres. Eine Sonderstellung nehmen die Gemälde Michael Neders ein, dessen Szenen aus dem Leben der Bevölkerung der Wiener Vororte von realistischer Direktheit sind. Werke von Franz Eybl, Erasmus Engert und Eduard Ritter runden die Sammlung ab.

### Historismus
Das Belvedere beherbergt die österreichweit umfangreichste und bedeutendste Sammlung an Gemälden des Historismus. Porträtbüsten, Ausstattungsbilder und gemalte Porträtdarstellungen geben Zeugnis vom hohen Repräsentationsbedürfnis des wohlhabenden Großbürgertums der sogenannten Ringstraßenzeit und werden umfassend im Oberen Belvedere präsentiert.
Es war in erster Linie Hans Makart, der das Leben in Wien als Künstlerpersönlichkeit 15 Jahre lang wesentlich mitprägte. Seine sinnlich-berauschende Malerei besticht durch technische Bravour, die er gern auch öffentlich bei Atelierfesten vorführte. So sind im Grunde all seine Werke – einschließlich der hervorragenden Porträts Magdalena Plach (1870) oder Eugenie Scheuffelen (1867) – als effektvolle Inszenierungen zu verstehen. Dieser Opulenz entsprechen auch Makarts Allegorien Die fünf Sinne (1872–1879) oder sein monumentales Gemälde Bacchus und Ariadne (1873/74). Es zählt ebenso zur Gruppe der Sensationsbilder wie Niljagd (1876) oder Venedig huldigt Caterina Cornaro (1872/73). Letzteres verbindet in beispielhafter Weise die historische Wirklichkeit mit einer fiktiven Bildpracht und der Inszenierung bürgerlicher Selbstdarstellung.
Neben Makart konnte sich der Wiener Maler Hans Canon, der lange Zeit in Süddeutschland lebte, nach seiner Rückkehr eigenständig in Wien etablieren. Das Belvedere besitzt Werke aus allen Schaffensperioden seines Lebens (zum Beispiel Mädchen mit Papagei (1876), Der Sieg des Lichts über die Finsternis (1883/84)). Ein weiterer mit bedeutenden Werken im Belvedere vertretener, zu seiner Zeit international gefeierter Maler, ist der aus Speyer stammende Anselm Feuerbach. Seine Themen sind häufig mythologischen Inhalts (zum Beispiel Orpheus und Eurydike (1869)) und beinhalten im Gegensatz zu Makarts Gemälden einen strengen Aufbau in einer verhaltenen Farbigkeit. Während Makart und Feuerbach sich vom erzählerischen Historienbild abwandten, wandelte es Anton Romako, indem er entscheidende Situationen psychologisch deutete (Tegetthoff in der Seeschlacht bei Lissa I (1878–1880)). Darüber hinaus zeichnet Romakos Porträts neben dem hohen Grad an Psychologisierung auch eine für die Zeit eigenwillige Anwendung malerischer Techniken aus (zum Beispiel Italienisches Fischerkind (1870/75)). Das Mitte des 19. Jahrhunderts einsetzende Interesse für den Orient manifestiert sich eindrucksvoll in den Werken Leopold Carl Müllers (Der Markt in Kairo (1878)), aber auch in Arbeiten Alois Schönns und Emanuel Stöcklers. Gemälde des Historienmaler Franz Defregger, des Landschaftsmalers Anton Hansch, Ludwig Halauska und Carl Hasch sowie Werke Franz von Stucks, Carl Spitzwegs und Arnold Böcklins runden die Sammlung des Historismus ab.

Historismus im Belvedere
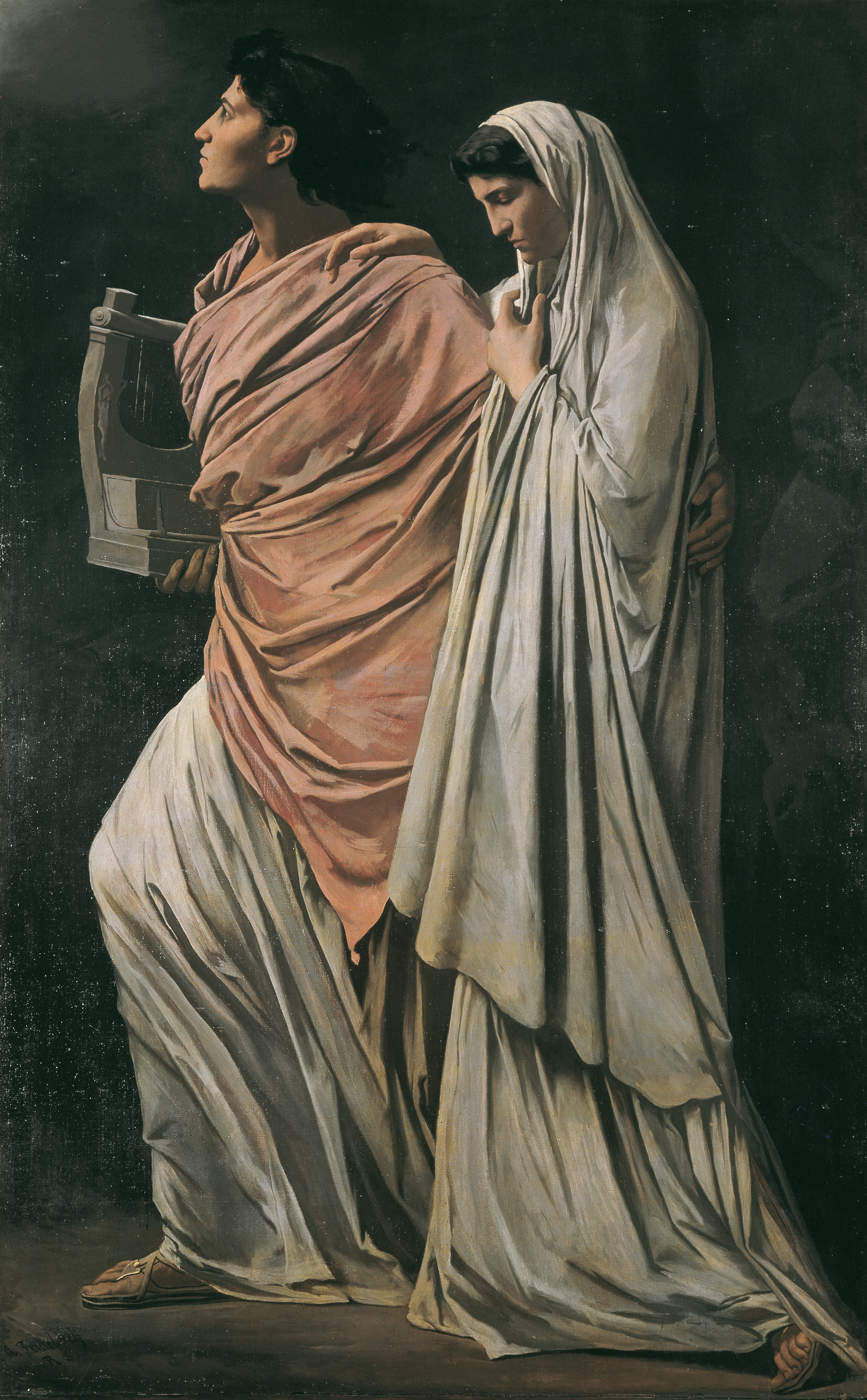
Anselm Feuerbach: Orpheus und Eurydike, 1868–1869
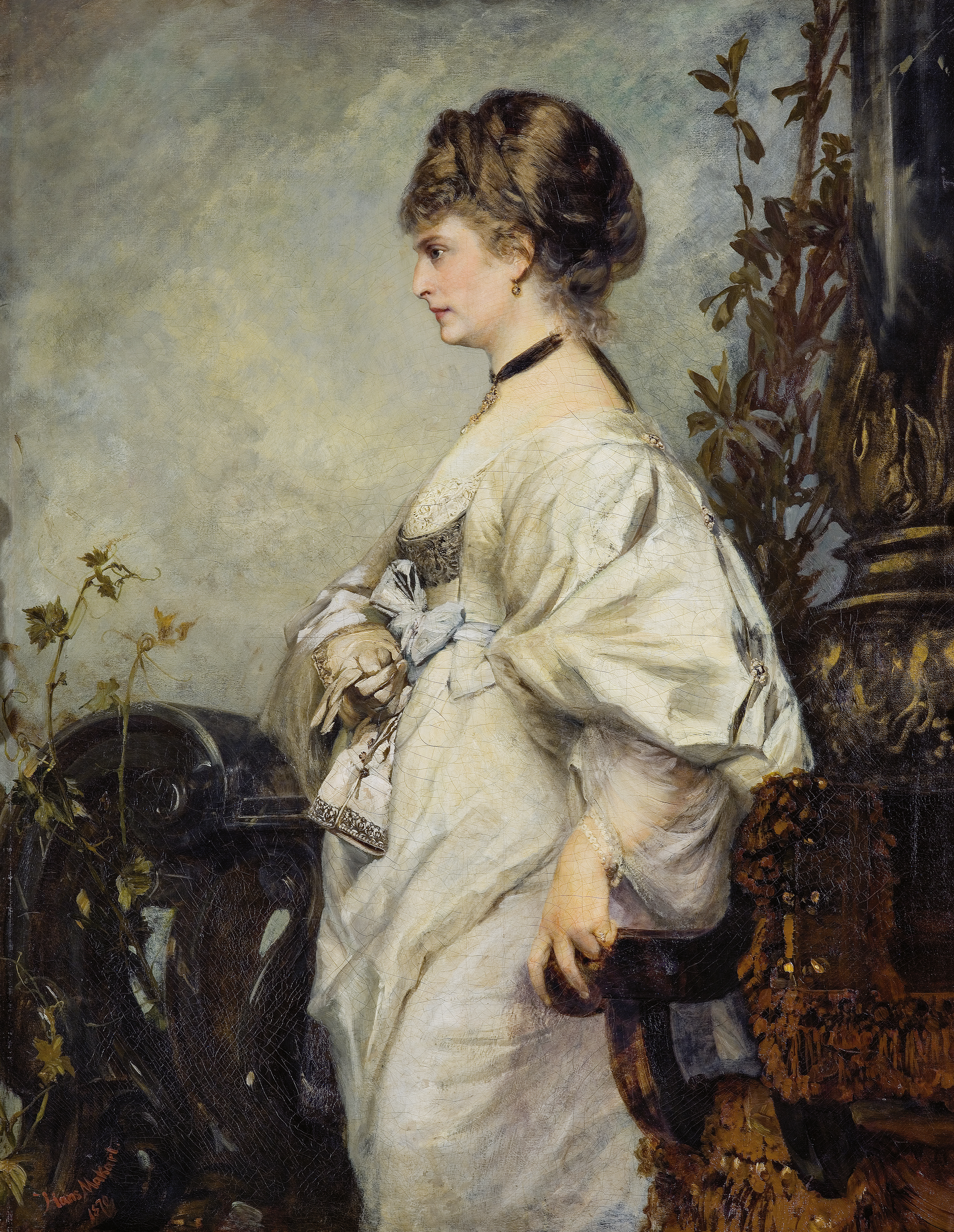
Hans Makart: Magdalena Plach, 1870
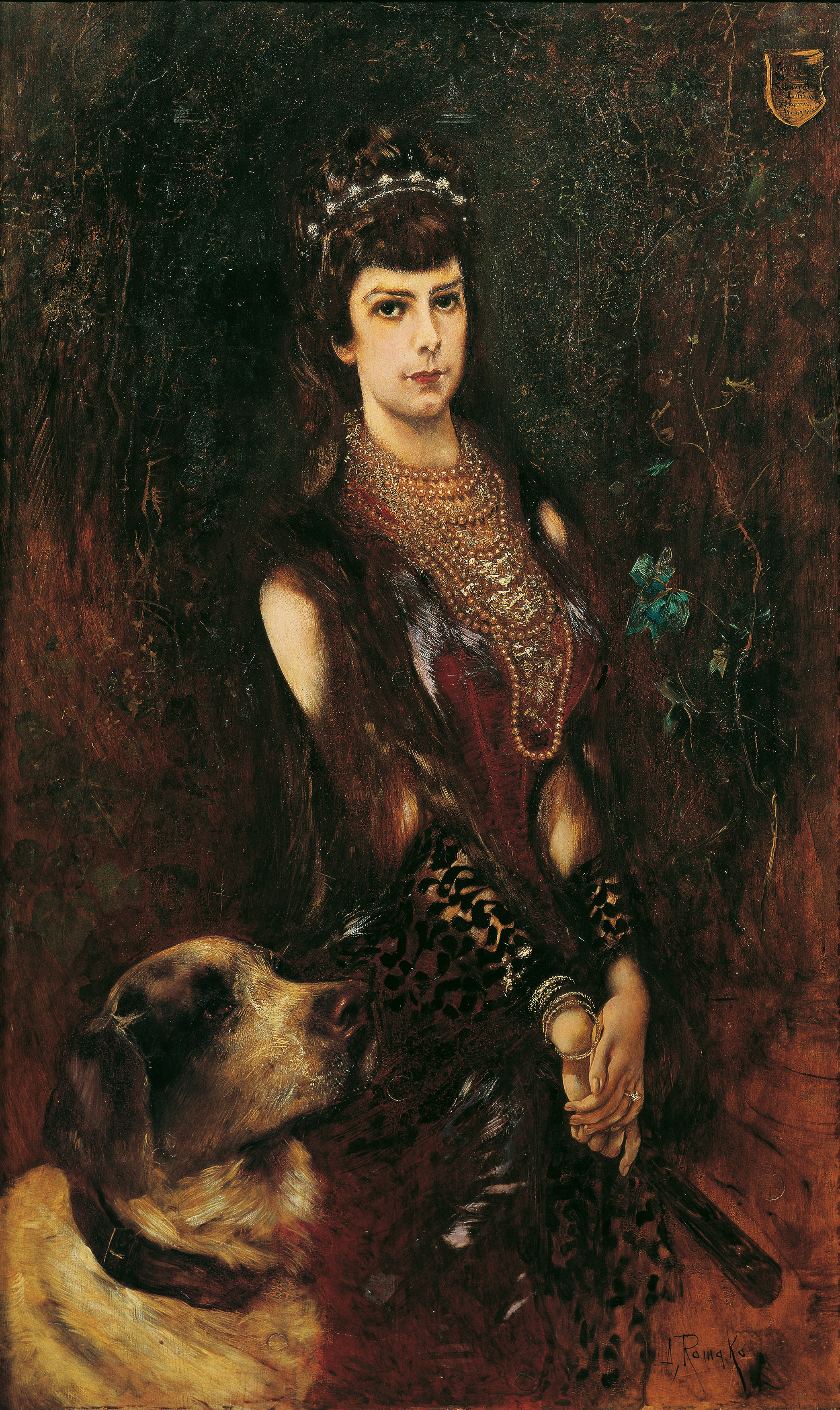
Anton Romako: Kaiserin Elisabeth mit Bernhardinerhund, 1883
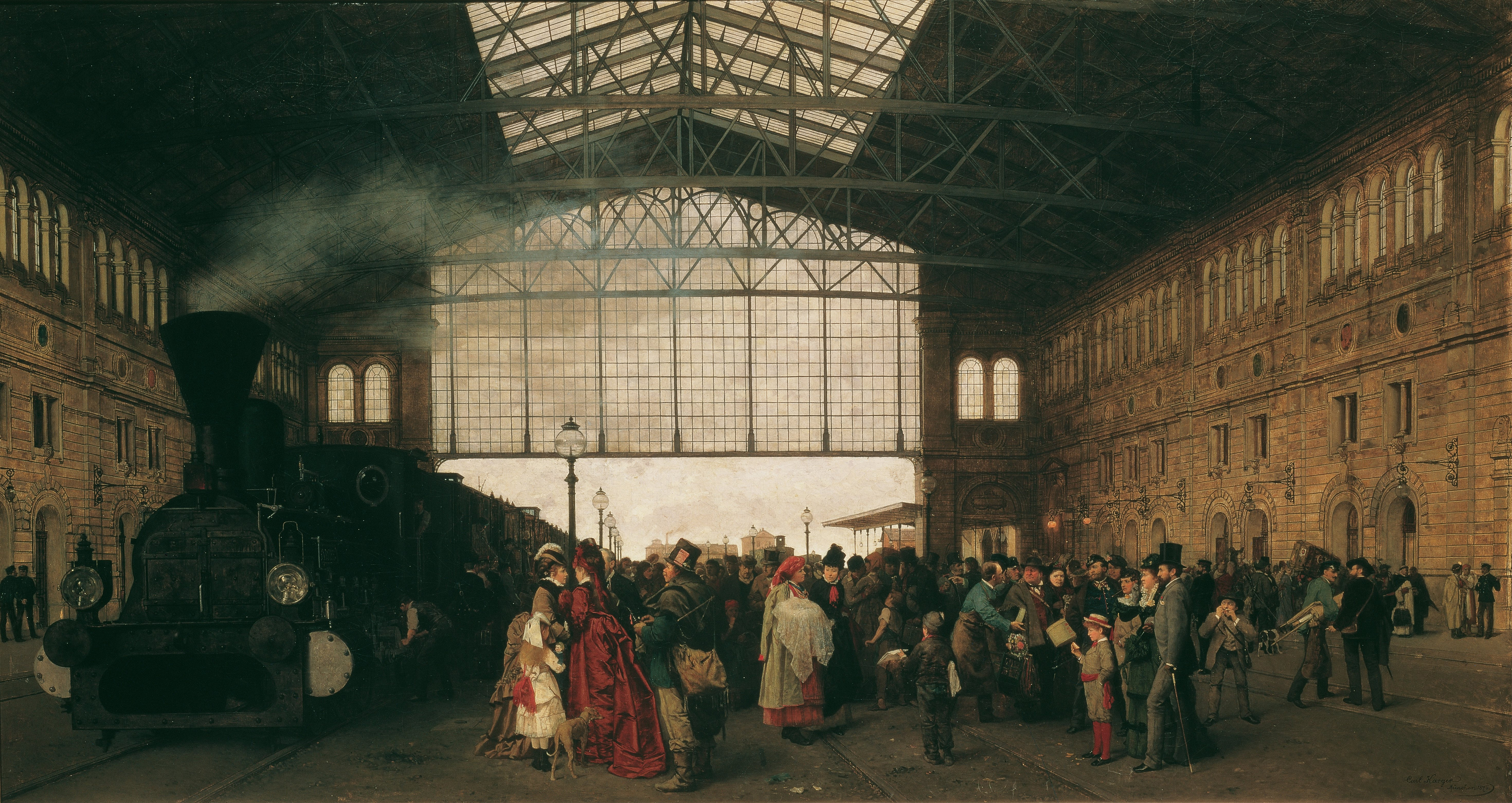
Karl Karger: Ankunft eines Zuges am Nordwestbahnhof in Wien, 1875

### Realismus – Impressionismus – Internationale Moderne
Der bedeutende Bestand europäischer Kunst der Moderne im Belvedere hat seine Wurzeln im Ankauf zeitgenössischer Kunst durch das k. k. Ministerium für Cultus und Unterricht, das bereits ab 1851 Kunstwerke für die erst 1903 gegründete Moderne Galerie erwarb. Werke von Jean-François Millet (Die Ebene von Chailly mit Egge und Pflug (1862)) und Pierre-Auguste Renoir (Nach dem Bade (1876)) zählen ebenso dazu wie Édouard Manets Dame im Pelz (1880), Claude Monets Der Koch (1882), Gustave Courbets Verwundeter (um 1866) oder Edgar Degas Bronzebüste Frau, aus dem Bade steigend (1896/1911).
In der Sammlung von Werken des Realismus am Belvedere, deren österreichischer Hauptvertreter August von Pettenkofen (zum Beispiel Der Kürbisgarten (1862), Heuwagen in Szolnok (1867)) war, finden sich hervorragende Werke von Carl Schuch (Waldlichtung bei Purkersdorf (1872)), Wilhelm Trübner (Caesar am Rubicon), Emil Jakob Schindler (Die Dampfschiffstation an der Donau gegenüber Kaisermühlen (um 1871/1872)), Olga Wisinger-Florian, Tina Blau (Frühling im Prater (1882)) und Theodor von Hörmann. Auch Carl Molls frühe Werke sind diesem Kreis zuzuordnen. Ebenso sind bedeutende Werke der Berliner Secessionisten Max Liebermann, Max Slevogt und Lovis Corinth im Oberen Belvedere zu sehen.

Realismus – Impressionismus – Internationale Moderne im Belvedere
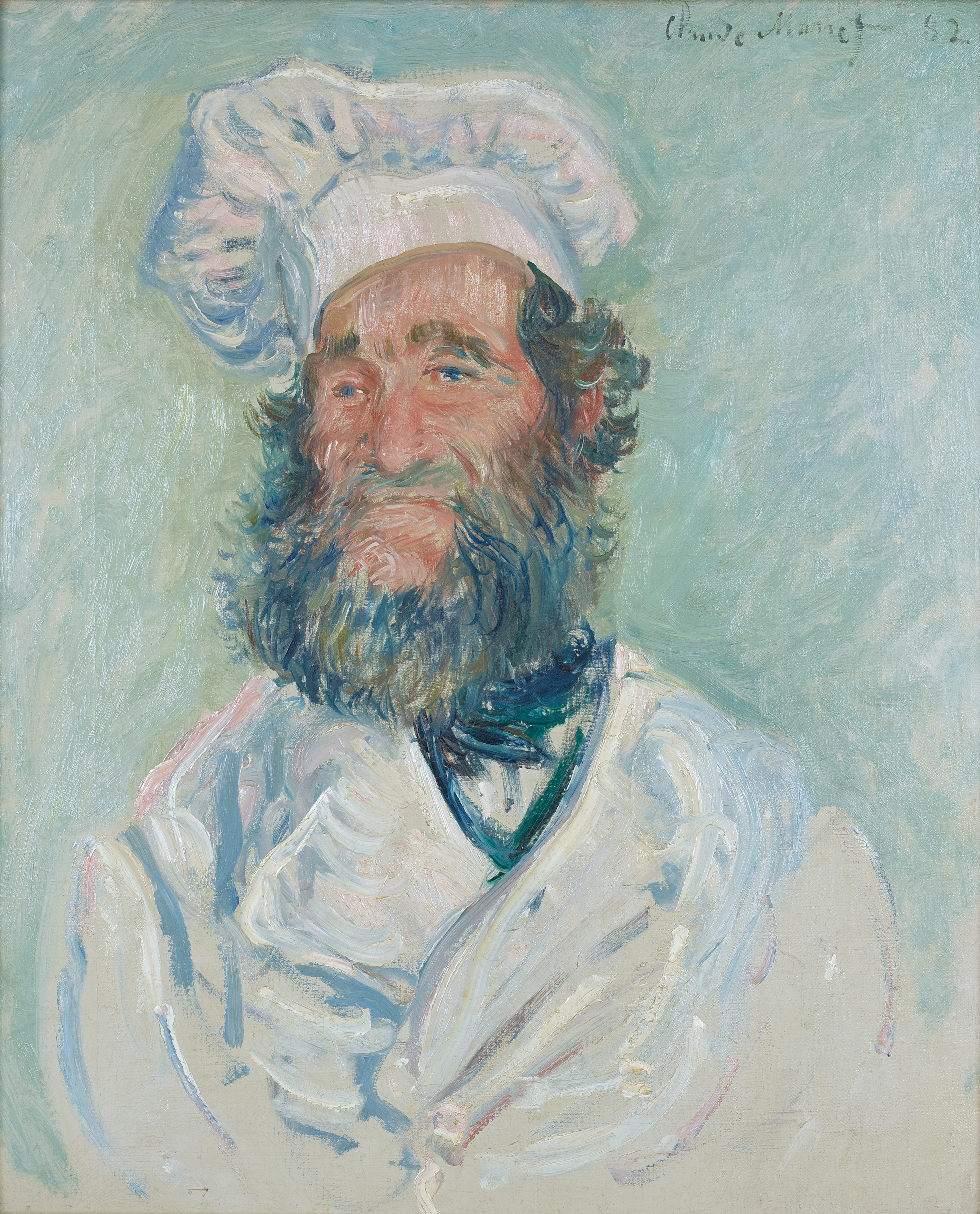
Claude Monet: Der Koch (Le Père Paul), 1882
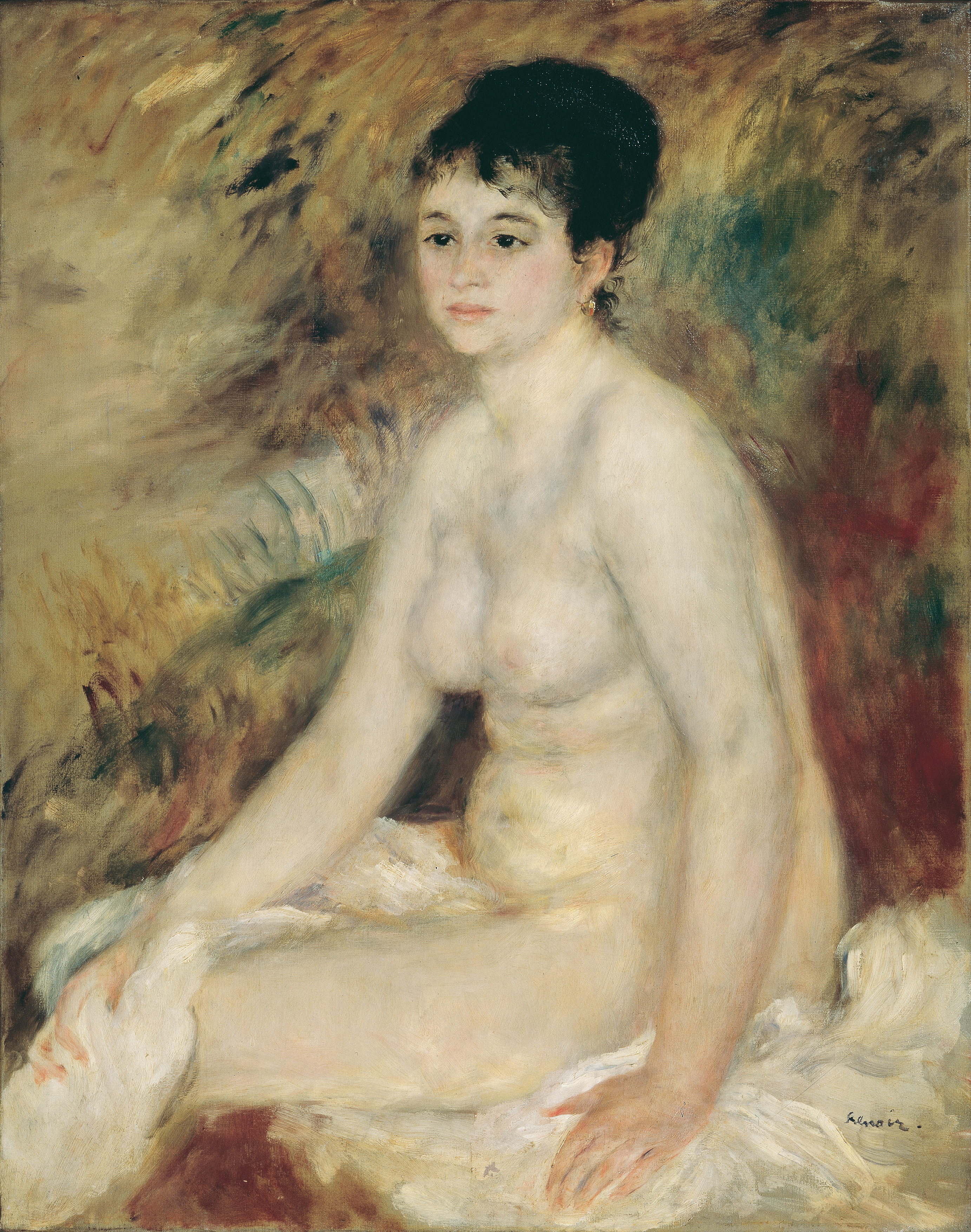
Pierre-Auguste Renoir: Nach dem Bade, 1876
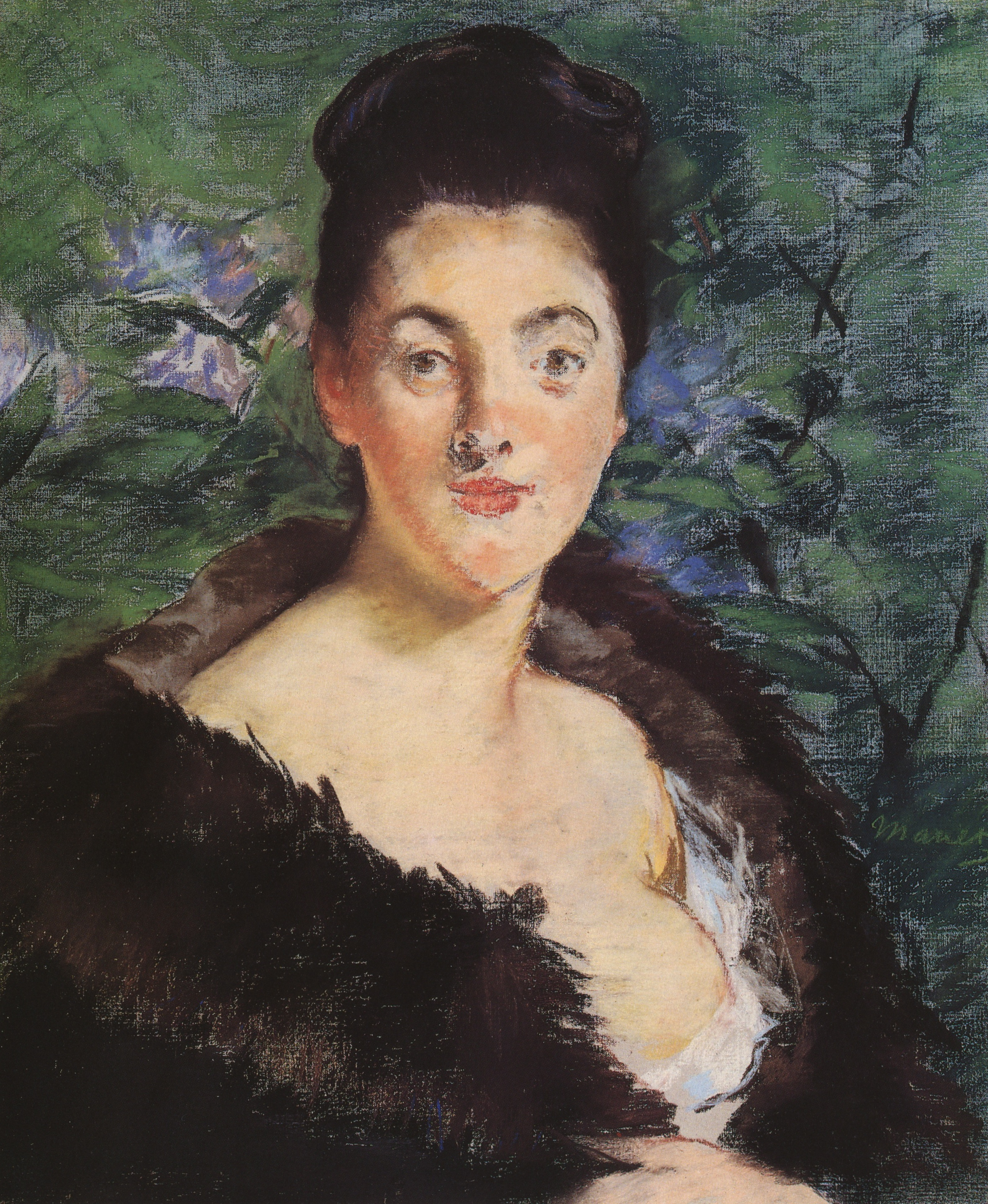
Édouard Manet: Dame im Pelz, um 1880
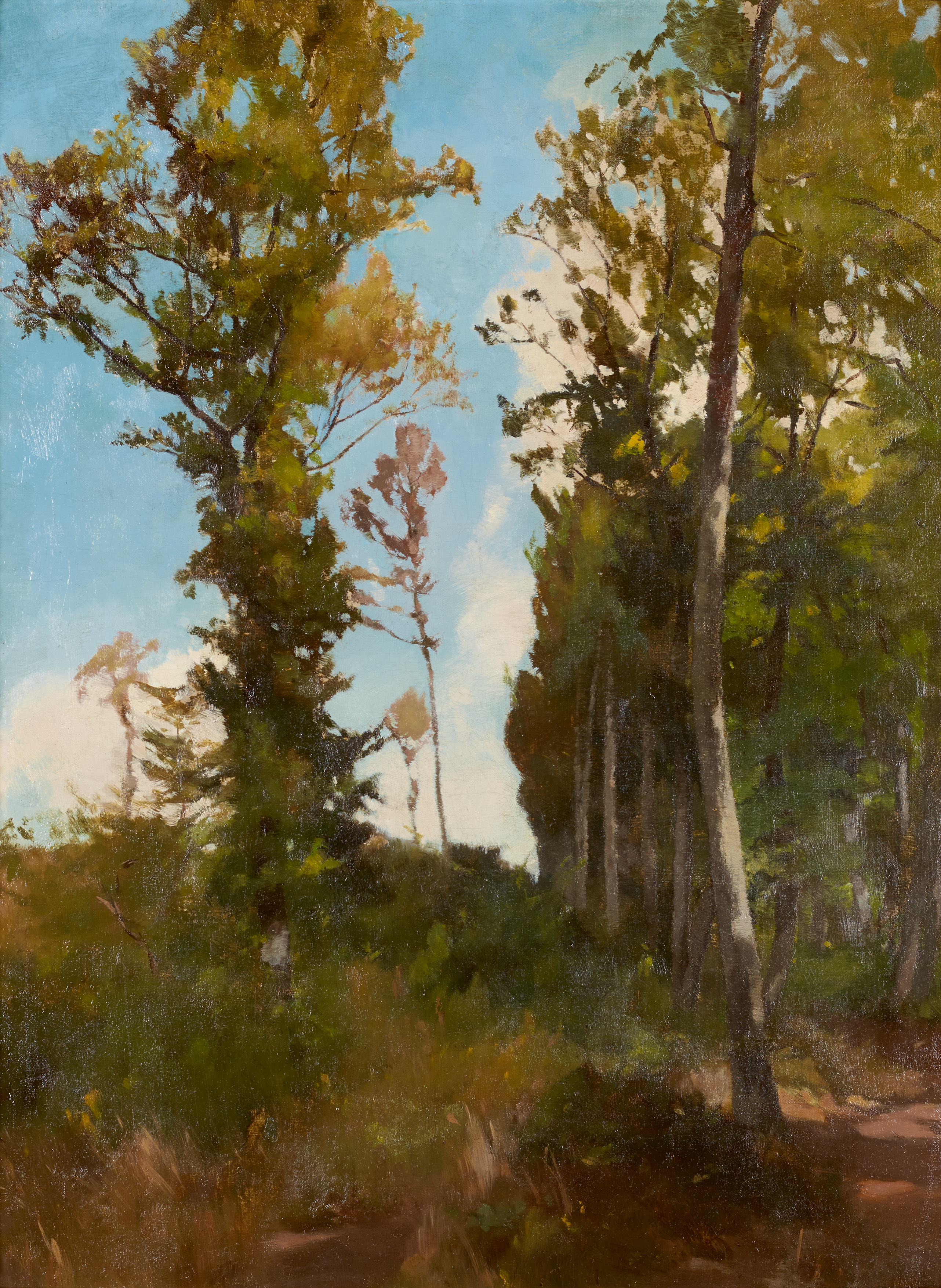
Carl Schuch: Waldlichtung bei Purkersdorf, um 1872
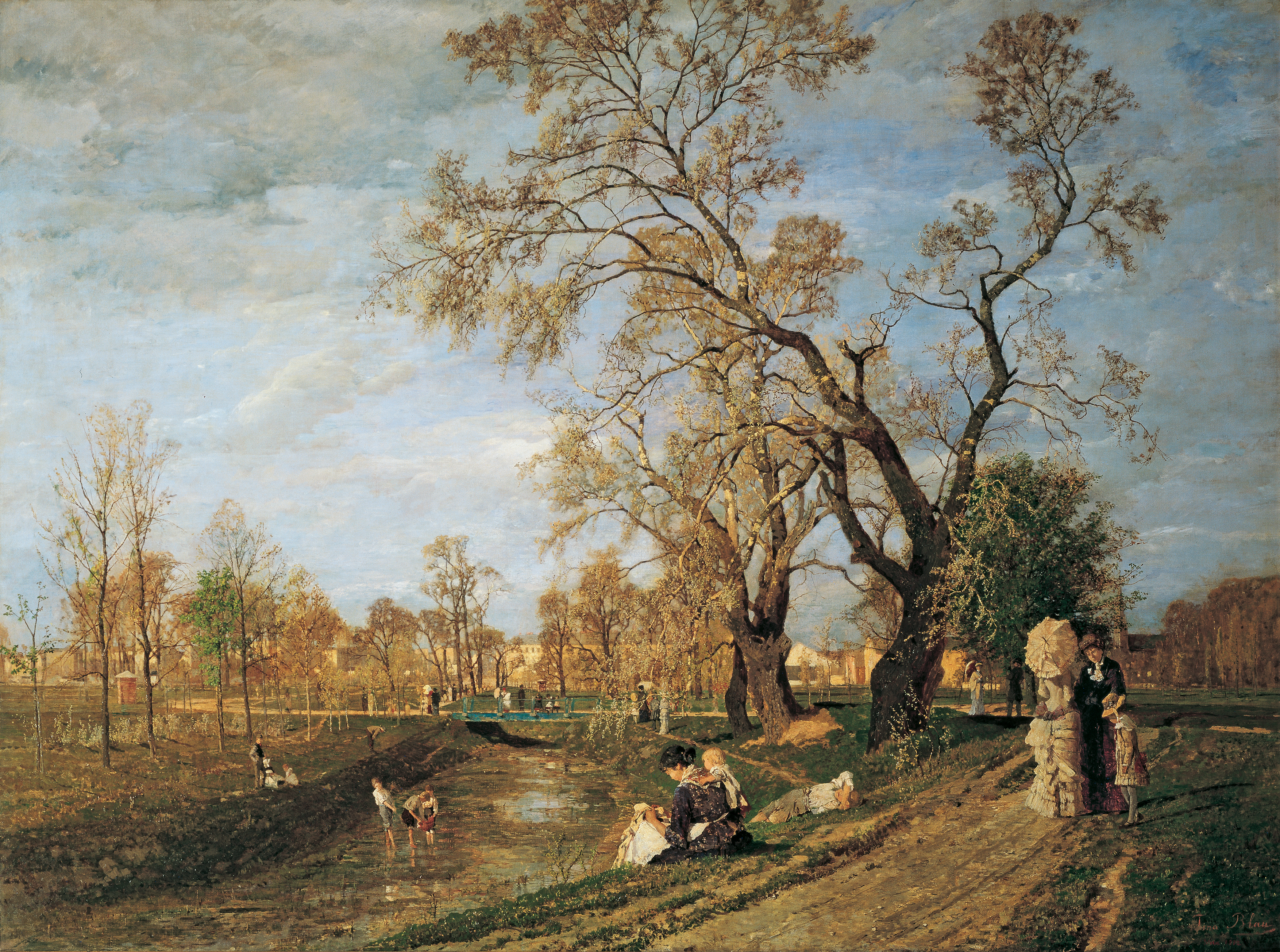
Tina Blau: Frühling im Prater, 1882

### Wien um 1900
Die Abteilung Wiener Kunst um 1900 wird sowohl in Österreich als auch im Ausland als bekanntester Teil der Sammlungen des Belvedere wahrgenommen. Viele Werke aus dieser Epoche gehen auf die Anfänge des Museums als Moderne Galerie zurück. Bedeutende Schenkungen der Secession an die 1903 gegründete Moderne Galerie, wie Die Ebene von Auvers (1890) von Vincent van Gogh, die Büste Henri de Rochefort-Luçay (1897) von Auguste Rodin und Die bösen Mütter (1894) von Giovanni Segantini, standen am Anfang der heute international renommierten Sammlung aus dem frühen 20. Jahrhundert. Auf die Secession geht auch das Sammlungs- und Präsentationskonzept zurück, österreichische Kunst in den internationalen Kontext einzubinden, sodass der Besucher neben den Highlights heimischer Künstler die Werke international hervorragender Kunstschaffender findet. Die Sammlungen des Belvedere stellen heute die Wiener Kunst der Jahrhundertwende vom 19. zum 20. Jahrhundert umfassend dar und führen auch den europäischen Kontext durch signifikante Beispiele von außerordentlicher Qualität in weiten Teilen vor.
Nur auf einige Beispiele kann in diesem Zusammenhang verwiesen werden: Gemälde des belgischen Symbolisten Fernand Khnopff (Unbewegtes Wasser (1894)) und des Norwegers Edvard Munch (Der Maler Paul Hermann und der Arzt Paul Contard (1897)) fanden ebenso Eingang in die Sammlung wie Werke der deutschen Symbolisten Arnold Böcklin (Meeresidylle (1887)), Franz von Stuck (Verirrt (1891)) und Max Klinger (Urteil des Paris (1885–1887)). Hinzu kommen Werke renommierter österreichischer Künstler wie Koloman Moser, Wilhelm Bernatzik, Carl Moll, Josef Engelhart, Karl Mediz und Max Kurzweil.
Mit insgesamt 24 Werken – Porträts, Landschaften und allegorischen Darstellungen – verfügt das Belvedere über die weltweit größte Ölgemäldesammlung des bedeutendsten österreichischen Malers Gustav Klimt. Klimt war als Mitbegründer der Wiener Secession und Organisator der Kunstschau 1908 sowie der Internationalen Kunstschau im darauffolgenden Jahr maßgeblich für den Durchbruch der internationalen Avantgarde in Wien verantwortlich. Die Sammlung des Belvedere zeigt Klimts Entwicklung von den ersten Auseinandersetzungen mit dem Historismus über die Secessionskunst bis hin zu seinem Spätwerk, das Einflüsse der Fauves und der jüngeren Generation österreichischer Künstler wie Egon Schiele verarbeitet.
Im Oberen Belvedere sind Klimts weltberühmte Damenporträts ausgestellt, deren stilistische Entwicklung vom frühen Bildnis der Sonja Knips (1898) über Fritza Riedler (1906), das ein raffiniertes Beispiel strenger Flächenkunst darstellt, bis hin zum unvollendeten Porträt der Johanna Staude (1917/18) reicht. Mit der Darstellung der Judith I (1901) schuf Klimt eines seiner berühmtesten Damenbildnisse. Auch Klimts allegorisch-symbolische Werke, deren bekanntestes die Monumentalikone des Wiener Jugendstils Der Kuss (Liebespaar) (1908) ist, sowie seine herausragenden Landschaftsgemälde wie Blühender Mohn (1907), Sonnenblume (1907) und Allee zum Schloss Kammer (1912) können in der Schausammlung bewundert werden. Klimts weltberühmter Beethovenfries (1901), eines der bedeutendsten Kunstwerke des Wiener Jugendstils, ist als Dauerleihgabe des Belvedere in der Wiener Secession zu sehen.

Wien um 1900 im Belvedere
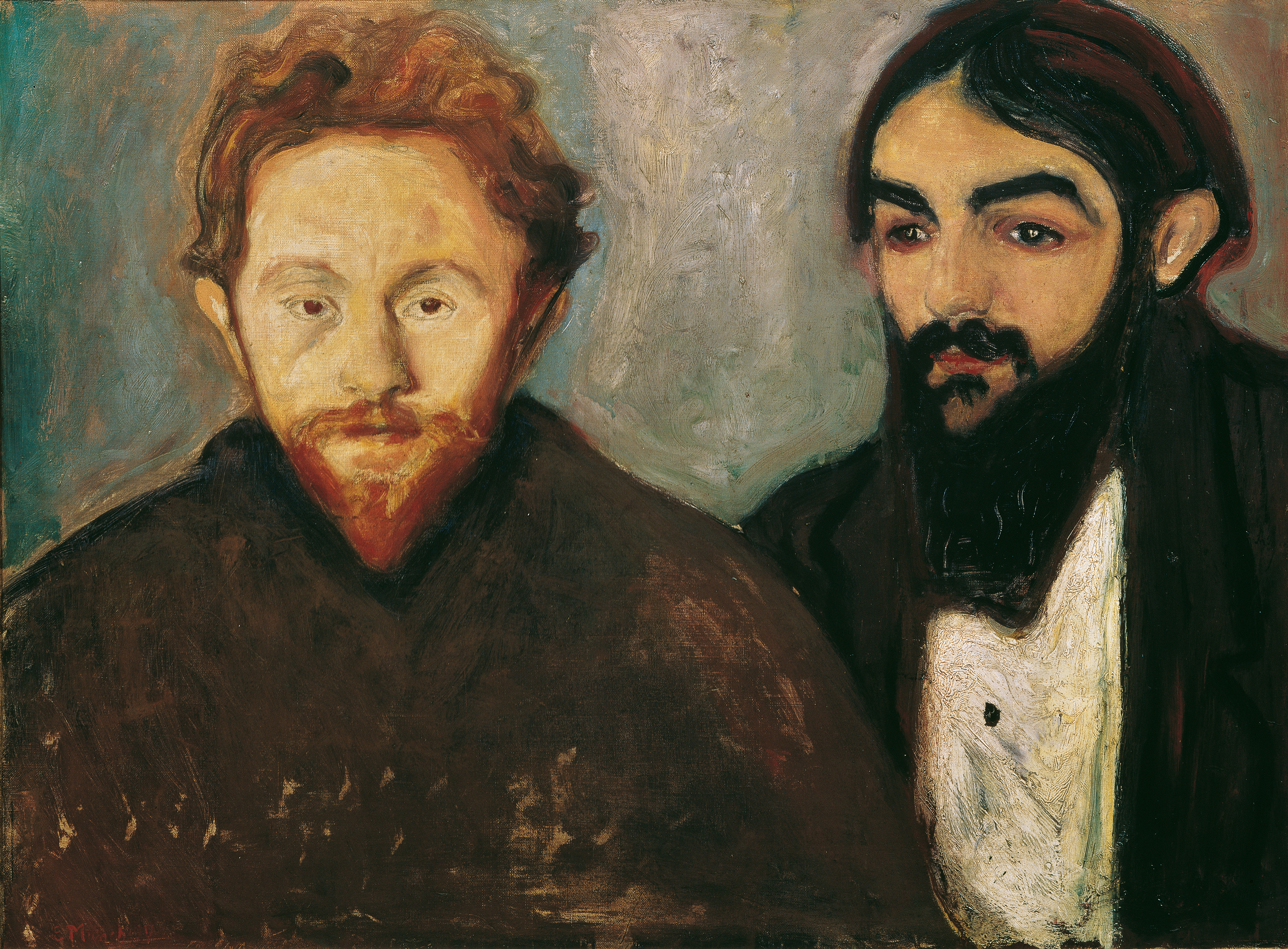
Edvard Munch: Der Maler Paul Herrmann und der Arzt Paul Contard, 1897
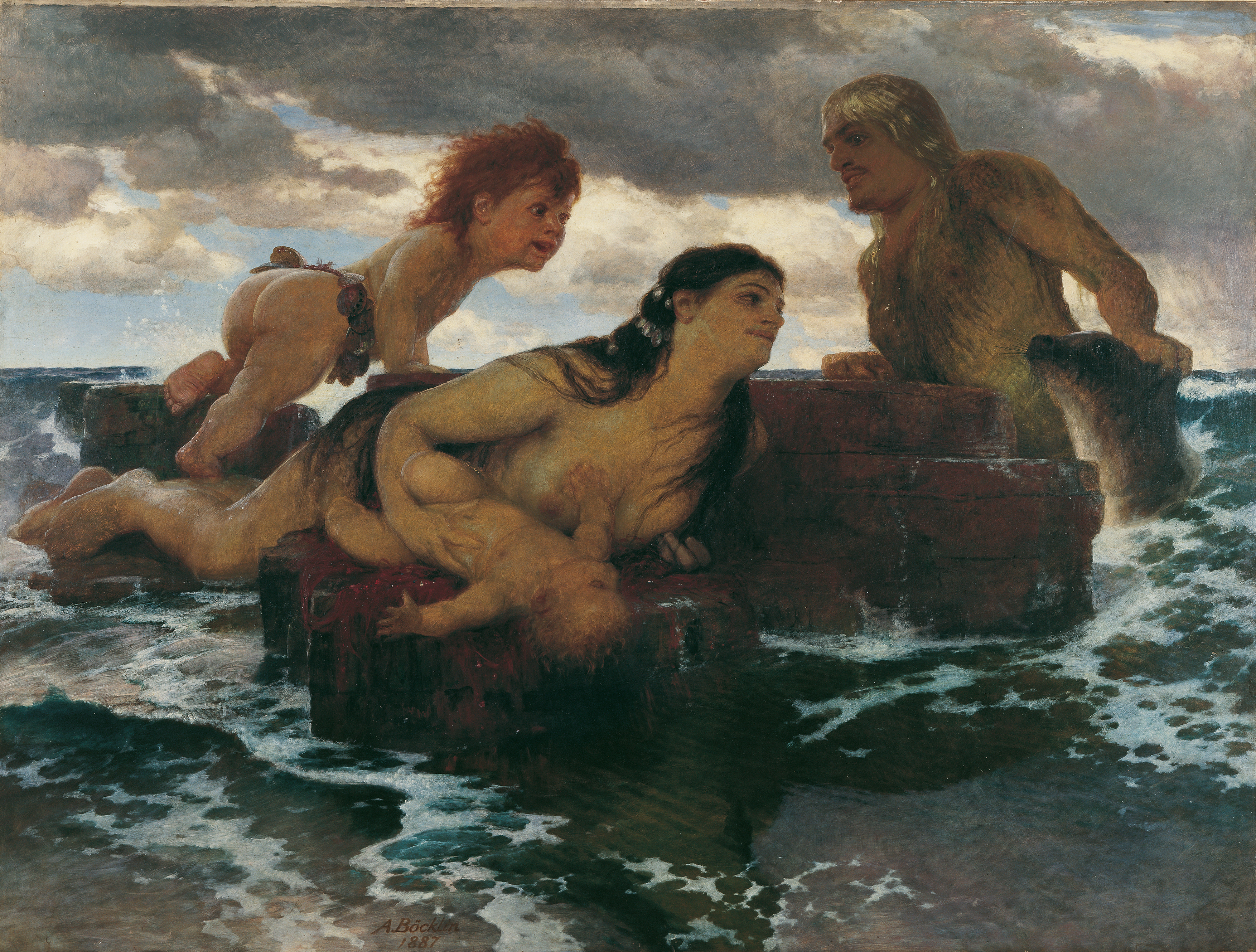
Arnold Böcklin: Meeresidylle, 1887
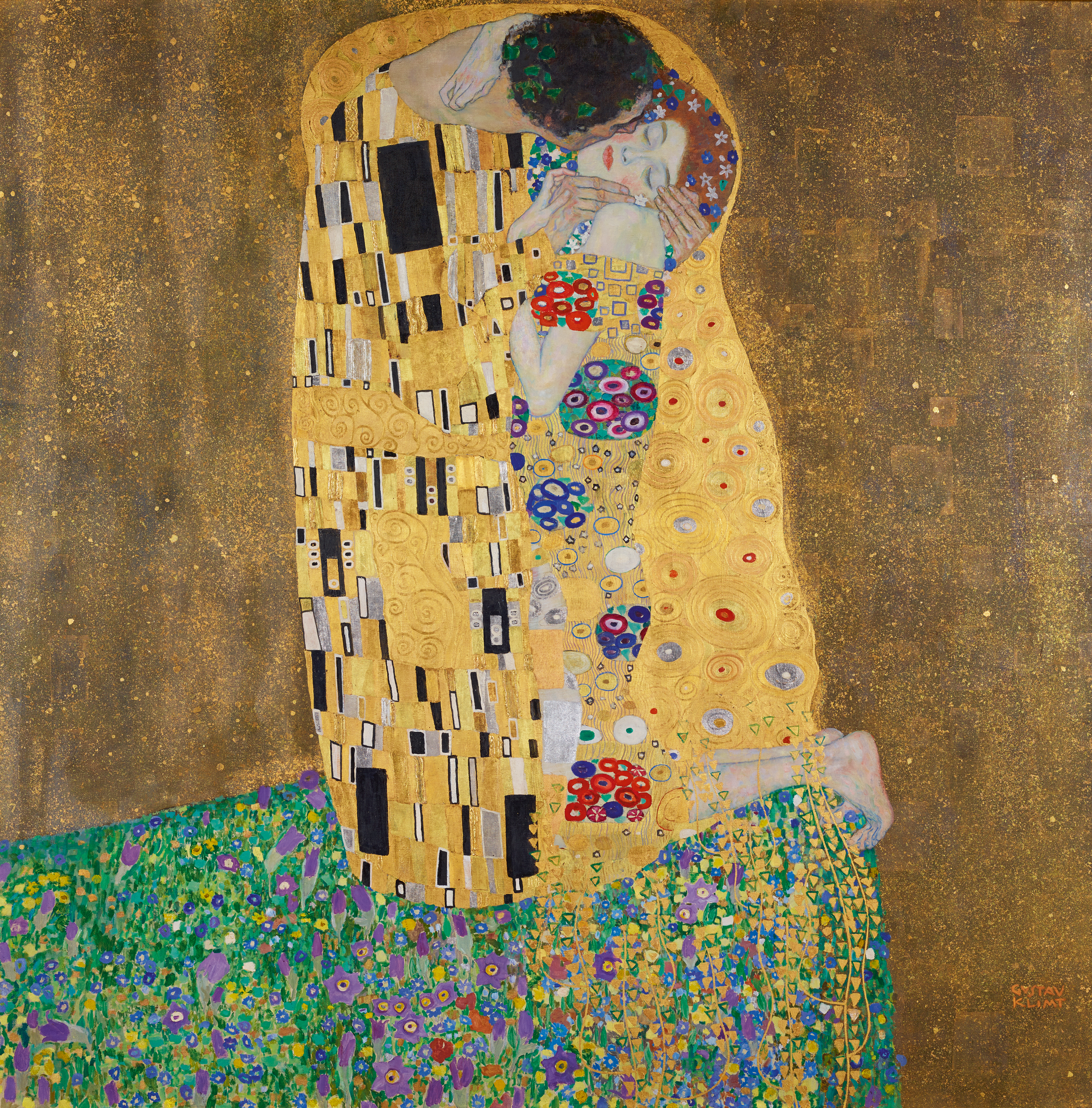
Gustav Klimt: Der Kuss (Liebespaar), 1908 (vollendet 1909)
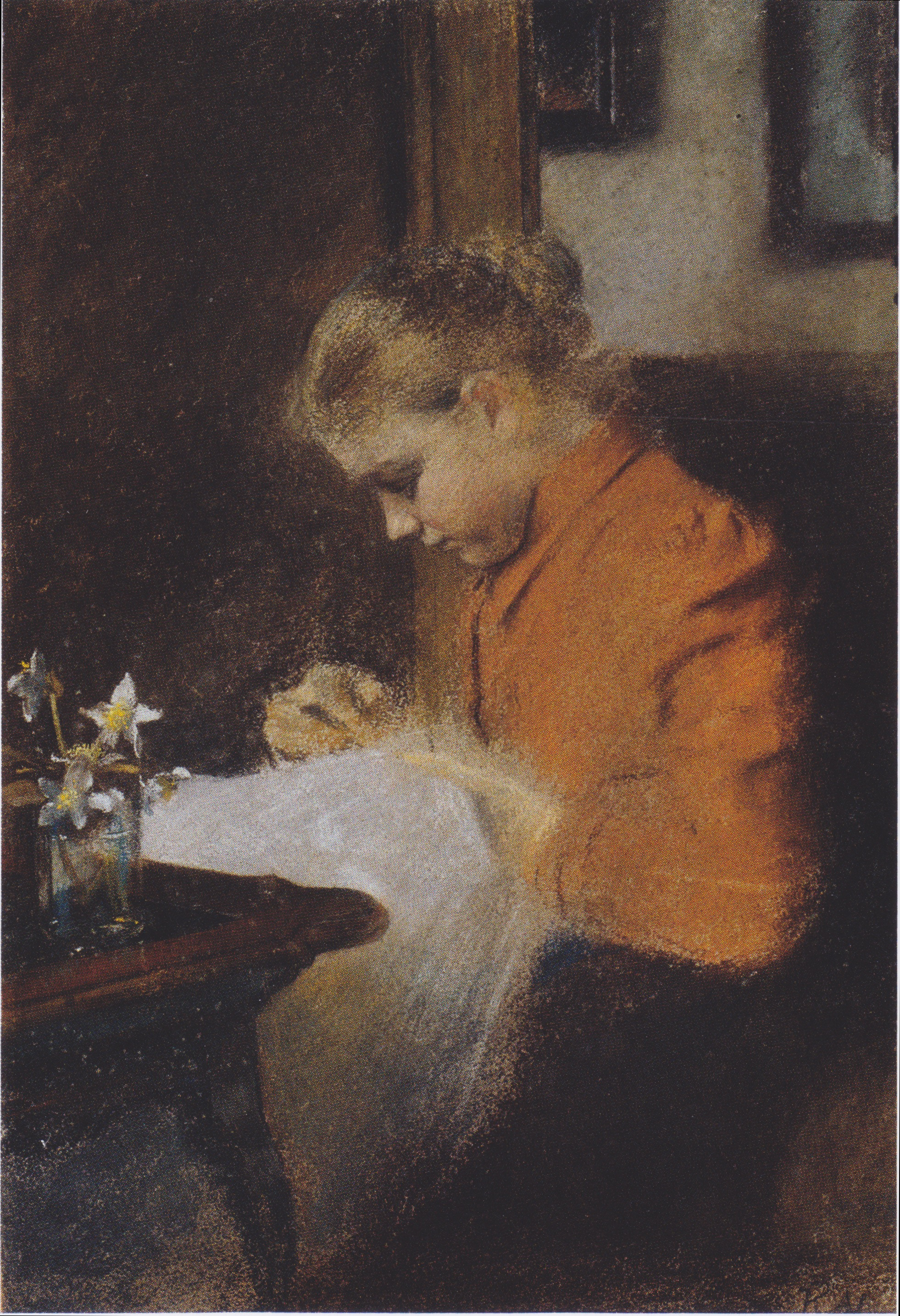
Koloman Moser: Leopoldine Steindl-Moser, Schwester des Künstlers, 1895
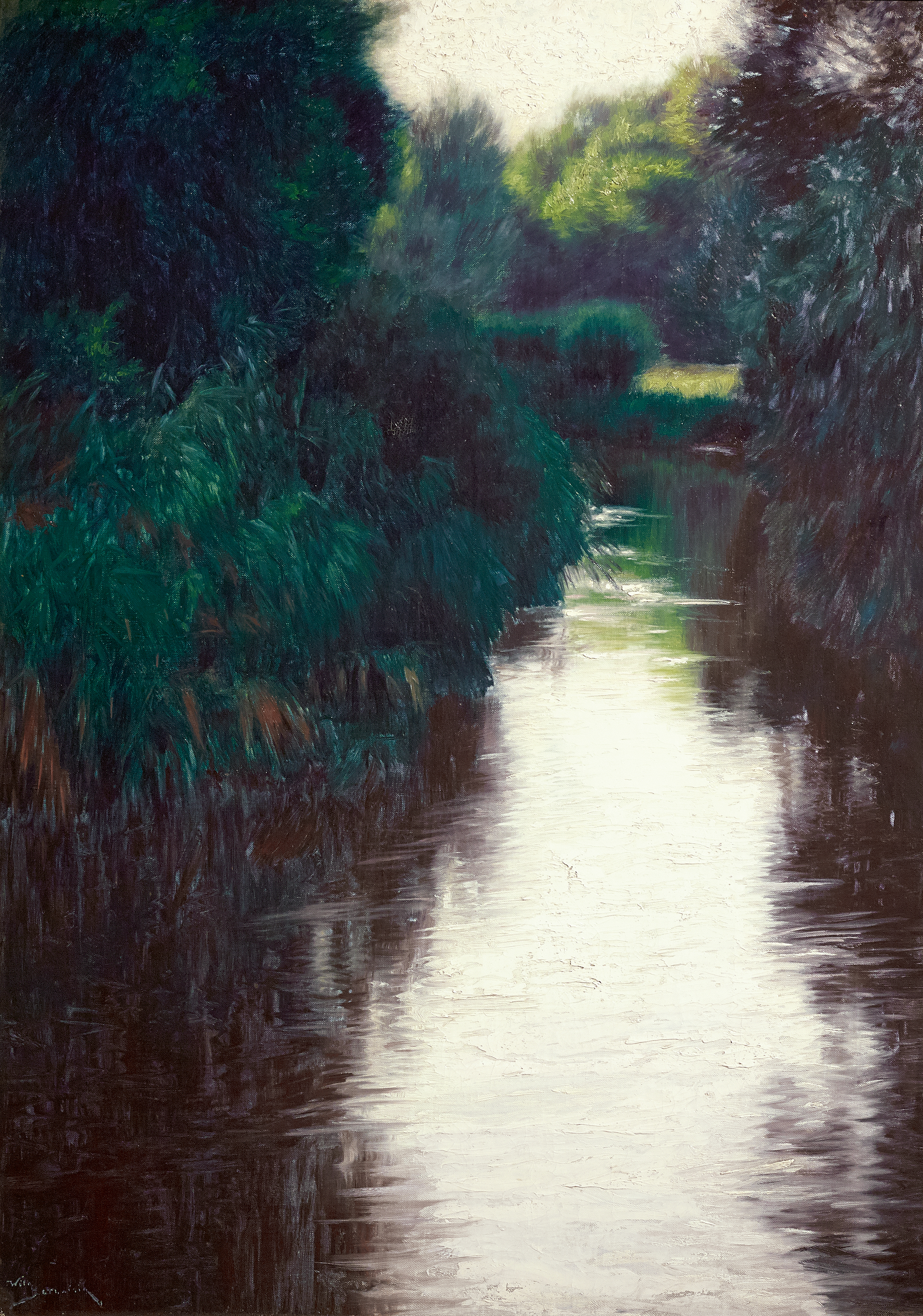
Wilhelm Bernatzik: Weiher, um 1900

### Expressionismus
Nach dem Zerbrechen der Wiener Secession leitete die jüngere Generation – allen voran Egon Schiele und Oskar Kokoschka – eine neue Ära ein. Die umfangreiche und bedeutende Sammlung expressionistischer Kunst am Belvedere, deren größerer Part die österreichische Kunst der Zeit repräsentiert, wird durch eine kleine, konzentrierte Sammlung von Hauptwerken internationaler Kunst komplettiert.
Österreich bereicherte den Expressionismus um eine eigene, klar unterscheidbare Variante. Setzten die Künstler in Deutschland und Frankreich reine Farben als Ausdrucksträger ein, lasierte man in Österreich raffinierte Farbflächen mit Licht- und Schattenbereichen. Während der Blick deutscher Künstler immer wieder um großstädtisches Leben kreiste, kehrte der Blick der Österreicher immer wieder zur eigenen Befindlichkeit zurück.
Neben Gustav Klimt zählt Egon Schiele zu den wichtigsten bildenden Künstlern der Wiener Moderne, der mit 18 Werken in der Sammlung des Belvedere vertreten ist. Schiele entwickelte schon während seiner Zeit an der Wiener Kunstakademie seine eigene unverwechselbare Formensprache. Ausgehend von der Kunst des Jugendstils verband er ornamentale Gliederung mit gebrochener Linienführung und expressiver Farbigkeit, wie etwa das Porträt Eduard Kosmack (1910) anschaulich illustriert.
Schieles Gemälde sind berühmt für ihre Leidenschaftlichkeit und ihren unbefangenen Umgang mit der Sexualität von Mann und Frau. Eines der Schlüsselwerke im Œuvre Schieles ist zweifellos das Bild Die Umarmung aus dem Jahr 1917, das im Oberen Belvedere zu sehen ist. Schieles Porträts, Figurenbilder und Landschaften bewegen sich oft im thematischen Spannungsfeld von Liebe und Einsamkeit, Leben und Tod. Das Motiv von Werden und Vergehen als immer wiederkehrendes Thema in seinen Arbeiten, findet sich besonders eindrucksvoll in der Darstellung der Sonnenblumen (1911).
Der zweite Hauptvertreter des frühen Expressionismus in Österreich ist Oskar Kokoschka. Mit zwölf Ölgemälden, davon fünf Porträts, besitzt das Belvedere eine hervorragende Sammlung seiner Werke. In Kokoschkas frühen Porträts zeigt sich bereits die Intention, die innere Befindlichkeit der Dargestellten nach außen zu kehren und sich nicht mit den üblichen Anforderungen eines Porträts auseinanderzusetzen (Der Maler Carl Moll (1913), Fred Goldmann (1909)).
Kokoschkas zahlreiche Reisen und langjährige Auslandsaufenthalte fanden ihren Niederschlag in seinen Städteporträts wie jenem des Prager Hafens (1936). Besonders hervorzuheben in der Sammlung des Belvedere ist das eigenwillige Porträt eines Tigers Tigerlöwe (1926), in welchem es dem Künstler gelang, die Wucht, Kraft und Majestät jenes Tieres bildhaft werden zu lassen. Auch aus seiner späteren Schaffensperiode sind wichtige Arbeiten in der Sammlung vertreten, wie der monumentale Herodot (1963), der im Laufe der jahrelangen Entstehung von Schicht zu Schicht gewachsen ist und in Herodots Gesichtszügen das Antlitz des Künstlers aufblitzen lässt.
Als großer Neuerer kann auch der jung verstorbene Richard Gerstl gesehen werden. Er ignorierte den Jugendstil und fand selbständig einen Weg zu einem gestischen Expressionismus (Professor Ernst Diez (1907); Selbstbildnis, lachend (1908)). Max Oppenheimer verwendete frühzeitig Elemente des Kubismus und führt sie später in seinem 1935 begonnenen Werk Das Orchester weiter.
Zu den herausragenden Beispielen des deutschen Expressionismus im Belvedere zählen Werke von Mitgliedern der Künstlervereinigung Die Brücke wie Ernst Ludwig Kirchner (Die Klosterser Berge), Max Pechstein und Emil Nolde sowie Porträts des aus Russland stammenden Alexej Jawlensky, der dem Blauen Reiter nahestand. Beide Gruppierungen waren stets auf der Suche nach neuen, künstlerischen Ausdrucksmöglichkeiten. Die Inspiration zu seinen kräftigen Farbzusammenstellungen fand er in der russischen Volkskunst sowie bei den französischen Fauvisten wie Henri Matisse, wie das Damenbildnis (1908) beweist. Die feingliedrige Büste der Knienden (1913) des Bildhauers Wilhelm Lehmbruck zeigt einen hohen Grad an ausdrucksstarker Verinnerlichung und illustriert anschaulich die Nähe des Künstlers zum Expressionismus. Einer der bedeutendsten Bildhauer des 20. Jahrhunderts in Österreich ist zweifellos Anton Hanak. Sein von Lehmbruck beeinflusstes Werk reicht von kleinformatigen Figurenskizzen bis zu monumentalen Fassadenfiguren und Denkmälern.

Weitere Werke des Expressionismus im Belvedere
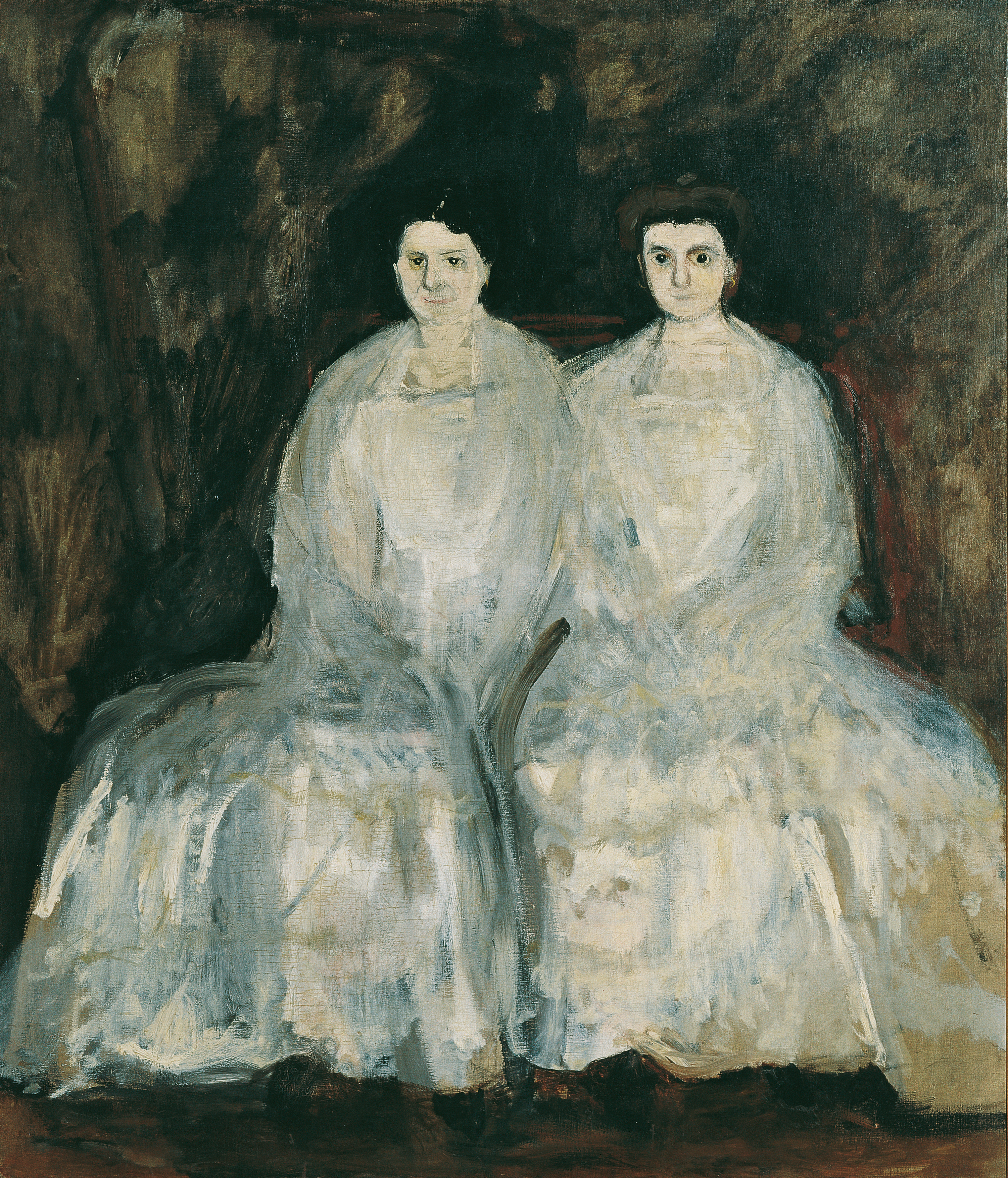
Richard Gerstl: Die Schwestern Karoline und Pauline Fey, 1905
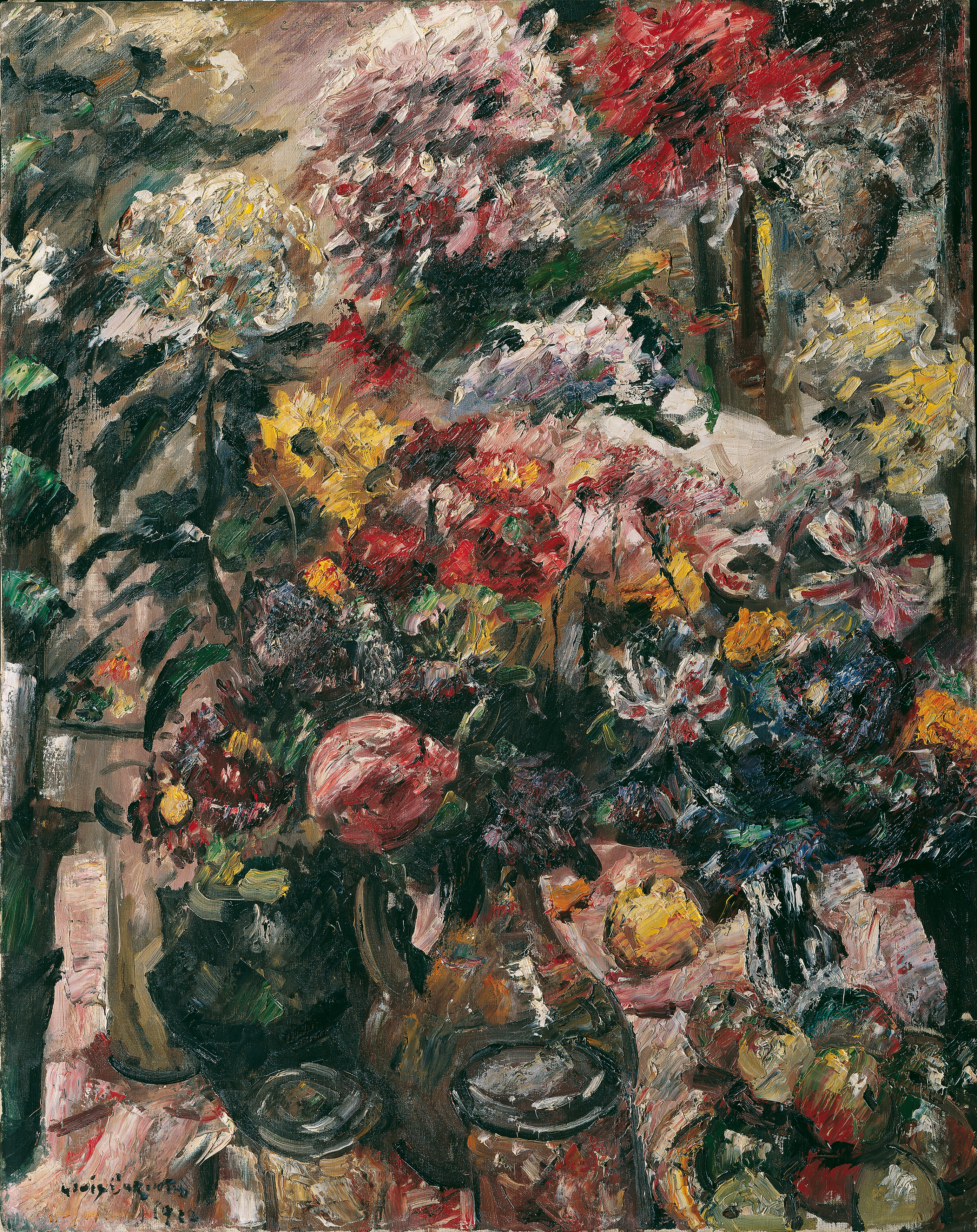
Lovis Corinth: Stillleben mit Chrysanthemen und Amaryllis, 1922
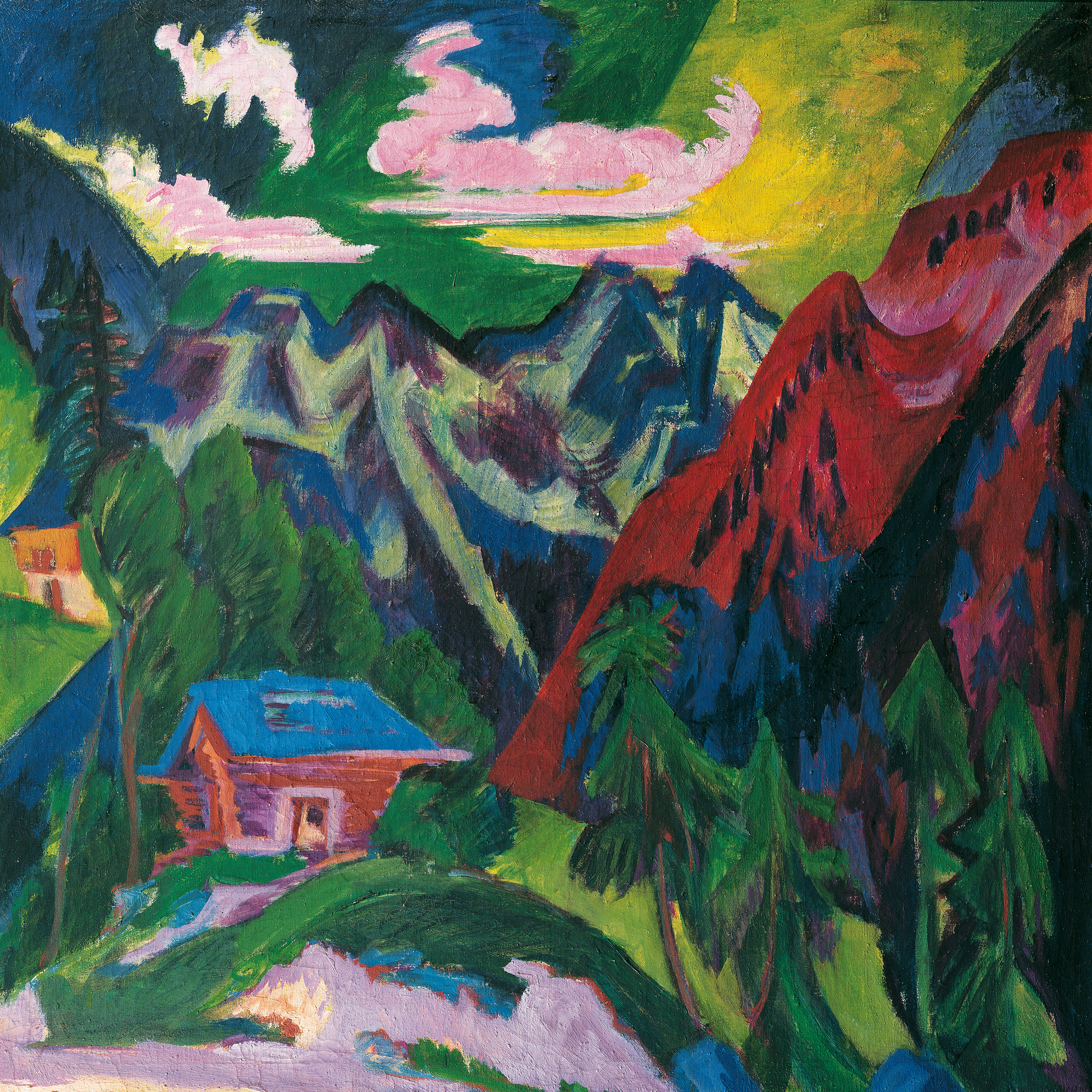
Ernst Ludwig Kirchner: Die Klosterser Berge, um 1923

### Zwischenkriegszeit und Kunst nach 1945
Der Zerfall der Habsburgermonarchie führte auch in kultureller Hinsicht zu einem Umbruch. Der Verlust eines großen Teils des bisherigen Staatsgebietes Cisleithaniens und der Tod so bedeutender Künstler wie Gustav Klimt, Koloman Moser und Egon Schiele führten zu einer starken Zäsur in der österreichischen Kunstproduktion. Wien musste seine Vorrangstellung als europäische Kunstmetropole an andere europäischer Großstädte abgeben. Diese Entwicklung förderte im neuen, kleinen Österreich starke Dezentralisierung, die zur Vielfalt von einzelnen, oft auch widersprüchlichen Erscheinungsformen der Kunst der österreichischen Zwischenkriegszeit führte.
Viele der großen Talente kamen nun aus den bisher diesbezüglich kaum hervorgetretenen alpinen Ländern Österreichs. Das Belvedere besitzt eine umfassende und bedeutende Sammlung aus der Zwischenkriegszeit, die durch einige Hauptwerke der internationalen Avantgarde komplettiert wird.
Kennzeichen der Zeit war die gleichzeitige Existenz verschiedener Stilrichtungen, die, einzeln betrachtet, Phänomene von beachtlichem Rang hervorbrachten. Im Vordergrund stand die neuerliche Auseinandersetzung mit dem Expressionismus, die bei vielen Künstlern mit der Rezeption der Gedanken Cézannes einherging. Einer der bedeutendsten Vertreter dieses durch Rückbesinnung auf die elementare Farbe charakterisierten Expressionismus war Herbert Boeckl, der mit einer Reihe zentraler Werke in der Sammlung des Belvederes vertreten ist (zum Beispiel Pariser Selbstbildnis, 1923, Johannes Lindner (Weißes Porträt), 1919). Neben Boeckl zählte der Salzburger Anton Faistauer zu den herausragenden Künstlern seiner Zeit (Hochzeitsrosen I und Dame in weißer Bluse, beide 1913).
Unter den österreichischen Künstlerverbindungen erlangte nun der Nötscher Kreis in Kärnten, dem die Maler Anton Kolig (Die Familie des Künstlers, 1928), Franz Wiegele (Familienbildnis Isepp, 1927/28), Sebastian Isepp und Anton Mahringer angehörten, besondere Bedeutung.
Im Kontrast zur gestisch-plastischen Malerei der Expressionisten stand die Neue Sachlichkeit mit größtmöglicher Präzision und Glattheit der Darstellung. Zu den bedeutendsten österreichischen Vertretern dieser Richtung gehören Rudolf Wacker, Hans Ploberger, Marie-Louise von Motesiczky und Franz Sedlacek. Franz Lerch (Mädchen mit Hut, 1929) nimmt eine Position zwischen Expressionismus und Neuer Sachlichkeit ein. Die Kunst Albert Paris Güterslohs und Oskar Laskes (Das Narrenschiff, 1923) wurzelt im Wien um 1900, wenn auch der überwiegende Teil ihrer Œuvres der Zwischenkriegszeit anzurechnen ist.
In den ersten drei Jahrzehnten des 20. Jahrhunderts verließen viele österreichische Künstler das Land, da sie sich im Ausland bessere Arbeitsbedingungen und Karrierechancen, beispielsweise in den Vereinigten Staaten oder in Frankreich, erwarteten.
Ab 1938 zwang die nationalsozialistische Diktatur viele Künstler ins Exil, darunter Max Oppenheimer, Joseph Floch, Franz Lerch, Wolfgang Paalen, Hans Boehler, Fritz Wotruba und Georg Ehrlich. Die emigrierten bzw. geflüchteten Künstler trafen im Ausland auf frische Impulse, und so bildeten sich neue Netzwerke, – zahlreiche ihrer Werke sind in der Sammlung des 20. Jahrhunderts im Belvedere zu sehen.
Neben der in Österreich vorherrschenden expressiven Farbmalerei, zu der etwa das Spätwerk von Herbert Boeckl (Fliegender Specht, 1950) zählt, entstand nach dem Zweiten Weltkrieg die Wiener Schule des Phantastischen Realismus. Diese Variante der surrealistischen Malerei erfuhr ihre Prägung durch Albert Paris Gütersloh, den Mitbegründer des Art Clubs.
Wie kaum eine andere Richtung in der österreichischen Kunst nach 1945 hat die Wiener Schule des Phantastischen Realismus auch international große Bekanntheit erlangt. Wichtige Vertreter dieser Strömung sind Ernst Fuchs, Friedensreich Hundertwasser, Arik Brauer, Rudolf Hausner, Wolfgang Hutter und Anton Lehmden, die mit zahlreichen Werken von ihren frühen Schaffensphasen an im Belvedere vertreten sind.
Neben den Phantastischen Realisten bildeten die Abstrakten eine wichtige Gruppe der künstlerischen Avantgarde in Österreich. Abstrakter Expressionismus und Informel waren Schwerpunkte in der Kunst Westeuropas und der Vereinigten Staaten.
In Wien bildete ab den frühen 1950er Jahren die Gruppe um Otto Mauers Galerie nächst St. Stephan ein Zentrum für informelle Malerei; die Maler Josef Mikl, Wolfgang Hollegha, Arnulf Rainer und Markus Prachensky gehörten ihr an. Einen eigenen Weg der figuralen Reduktion beschritt die Malerin Maria Lassnig, die in ihrem Frühwerk figürliche Darstellungen schuf, die in kubistisch zerlegte Farbflächen aufgespaltet sind.

### Zeitgenössische Kunst
Die Sammlung für zeitgenössische Kunst des Belvedere präsentiert Strömungen und Entwicklungen in der österreichischen Kunst seit 1970. Derzeit umfasst die Sammlung einen Kernbestand von ca. 1.100 Arbeiten österreichischer und internationaler Künstler, die durch Dauerleihgaben ergänzt werden, welche langfristig für das Haus gewonnen werden konnten und die wichtige Lücken der Sammlung füllen. Diese Sammlung dient als Basis für eine intensive wissenschaftliche Aufarbeitung der österreichischen Kunst im internationalen Kontext des 20. und 21. Jahrhunderts und hat gerade durch die Eröffnung des 21er Hauses, nunmehr Belvedere 21, neue Impulse erhalten, die Sammlungstätigkeit im Bereich der Gegenwartskunst noch weiter auszubauen.
Seit Mitte der 1960er Jahre setzte eine Differenzierung innerhalb der Kunstproduktion und ihren traditionellen Gattungen ein. So griffen etwa Bruno Gironcoli und Roland Goeschl nicht mehr zu Bronze oder Stein als Material, sondern zu Kunststoff als Werkstoff und zur Bezeichnung „Objekt“ und „Prozess“ eher als Skulptur. Das Bild hingegen streifte den Rahmen ab. In der malerischen Bewegung des Informel agierten Künstler wie Markus Prachensky und Hans Staudacher spontan und zufällig.
Im Aktionismus wurde der Körper selbst zum Bildträger und Günter Brus und Rudolf Schwarzkogler projizierten die Verletzungen der Leinwand auf sich selbst. Ihre Aktionen wurden für den Moment konzipiert und durch dokumentierende Medien archiviert. Mit der Auseinandersetzung mit dem eigenen Körper als Projektionsfläche nahmen beispielsweise VALIE EXPORT, Birgit Jürgenssen und Maria Lassnig gesellschaftskritisch patriarchale Blick- und Beurteilungssysteme ins Visier.
Franz West überprüft seit den 1970er Jahren die hegemonialen Ausdrucksweisen und Medienbegriffe im Kunstfeld. Mit seinen „Paßstücken“ wird der Dialog mit dem Betrachter zum integrativen Bestandteil des Werkes.
Während Österreichs Kunst der 1970er Jahre wichtige Beiträge in der Konzept – und Medienkunst etwa mit Gottfried Bechtold, Valie Export und Peter Weibel leistete, wurde im darauf folgenden Jahrzehnt das Tafelbild wieder präsent. Alois Mosbacher, Hubert Schmalix und Otto Zitko stellten rasch getünchte, expressive Motive her.
In kritischer Auseinandersetzung mit der Kunst des 20. Jahrhunderts entwickeln die Künstler Sprachen und Sprechformen, die sich mit traditionellen Kunstgattungen und expressiven Tendenzen genauso beschäftigen, wie mit Konzeptkunst, Minimalart, mit Aktionismus und Performance-Kunst, Architektur und Design. Die jüngere Generation österreichischer Künstler ist in der Sammlung durch Arbeiten zum Beispiel von und gelatin, Brigitte Kowanz, Lois Renner, Rudolf Stingel, Lois Weinberger und Otto Zitko vertreten. Zu Beginn der 90er Jahre wurden wieder vermehrt die institutionellen Voraussetzungen thematisiert. Für Marcus Geiger, Gerwald Rockenschaub und Heimo Zobernig wurden die Rahmenbedingungen der Ausstellungspräsentation (wie zum Beispiel das Display, Katalog, Inventar) zum Ausgangspunkt ihrer künstlerischen Auseinandersetzung. Postkoloniale Fragestellungen, xenophobe und geschlechtsbezogene Muster in Gesellschaft- und Kunstsystem wurden von Künstlerinnen wie Carola Dertnig, Ines Doujak, Dorit Margreiter und Lisl Ponger thematisiert.
Die jüngste Generation ist in der Sammlung der Gegenwartskunst besonders gut vertreten, da mit Beginn des neuen Jahrtausends die Sammlungsaktivität intensiviert wurde. Mit Anna Artaker, Verena Dengler, Manuel Gorkiewicz, Franz Kapfer, Elke Silvia Krystufek, Michael Part, Mathias Poledna, Florian Pumhösl, Constanze Ruhm, Hans Schabus, Markus Schinwald, Fabian Seiz und Esther Stocker seien einige Namen genannt.
Da die Entwicklungen in der österreichischen Kunst sich immer in einem internationalen Kontext vollziehen und im Belvedere auch so gezeigt werden, erwirbt das Belvedere im Zuge des Artist-in-Residence Programms und im Zusammenhang mit thematischen Gruppenausstellungen auch relevante Werke internationaler Künstler. Dazu gehören beispielsweise Monika Baer, Keren Cytter, Roza El Hassan, Julian Göthe, Marcin Maciejowski, David Maljkovic, Jonathan Monk, Monika Schwitte und Amelie von Wulffen.
Dank wichtiger Dauerleihgeber verfügt die Sammlung aber auch über Werke von internationalen Größen wie Richard Artschwager, Marcel Broodthaers, Dan Graham, Sherrie Levine, Paul McCarthy, Gerhard Richter oder Rosemarie Trockel.
Im Februar 2022 bot das Museum Belvedere zehntausend Teilstücke „des Kusses“ von Gustav Klimt als NFT für je 1850 Euro an.

## Standorte und Ausstellungen

### Oberes Belvedere

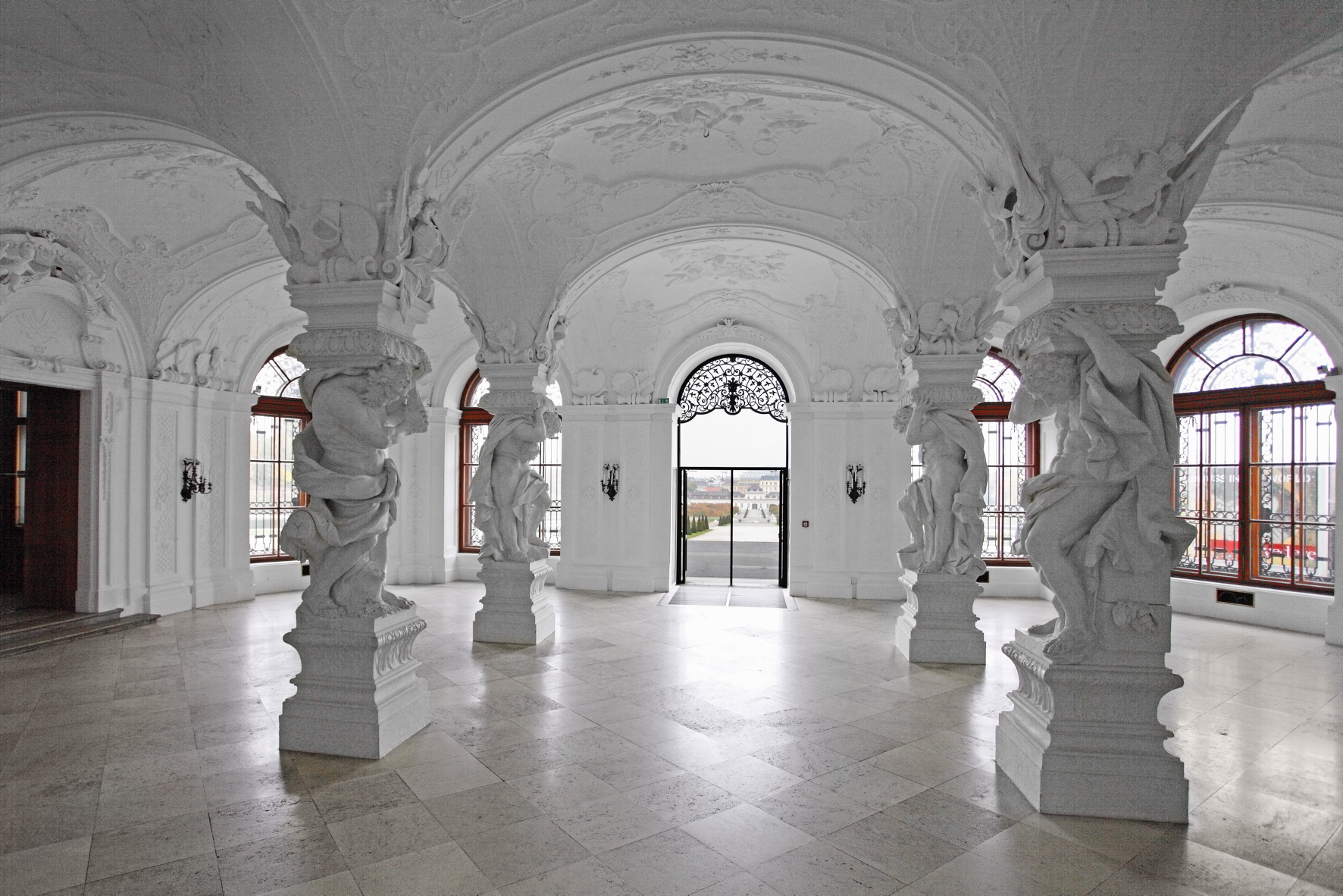
Sala Terrena im Oberen Belvedere

Das Obere Belvedere beherbergt die bedeutendste Sammlung österreichischer Kunst vom Mittelalter bis ins 20. Jahrhundert.
- Erdgeschoß: Westflügel: Mittelalter, Ostflügel: Klassische Moderne und Zwischenkriegszeit
- 1. Stock: Westflügel: Kunst um 1900/Wien 1880–1914, Ostflügel: Barock und frühes 19. Jahrhundert
- 2. Stock: Westflügel: Realismus und Impressionismus, Ostflügel: Klassizismus – Romantik – Biedermeier

Im Mittelpunkt der Kunst um 1900 steht die weltweit größte Gustav Klimt-Gemäldesammlung, deren Präsentation des Gesamtbestandes in Form der Jubiläumsausstellung 150 Jahre Gustav Klimt (2012/13) einen besonderen Ausstellungshöhepunkt darstellte. Ergänzend zu den Sammlungen finden regelmäßige Präsentationen der Ausstellungsreihen „Meisterwerke im Fokus“ sowie „Interventionen“ statt.
Seit 2007 werden in- und ausländische Künstler eingeladen, mit speziell entwickelten, ortsspezifischen Arbeiten auf die Sammlung des Museums, sowie die Architektur und Geschichte des Hauses einzugehen. So konnten bereits „Interventionen“ unter anderem von Brigitte Kowanz (2007), Karen Kilimnik (2010), Tillman Kaiser (2010), Marko Lulić (2010/11) und zuletzt Lisa Oppenheim/Agnieszka Polska (2012) realisiert werden. Durch diese Interventionen sollen neue, ungewöhnliche Blickwinkel auf das Historische eröffnet werden.
Im Juli 2016 wurde die Installation F Lotus von Ai Weiwei aus von Flüchtlingen benutzen Schwimmwesten im Teich eröffnet. Zwei Löwenfiguren von ihm stehen schon im Garten, eine Papierfigur hängt im Raum, eine Ausstellung im nunmehrigen Belvedere 21 wurde im Juli 2016 eröffnet.

### Unteres Belvedere, Orangerie und Prunkstall

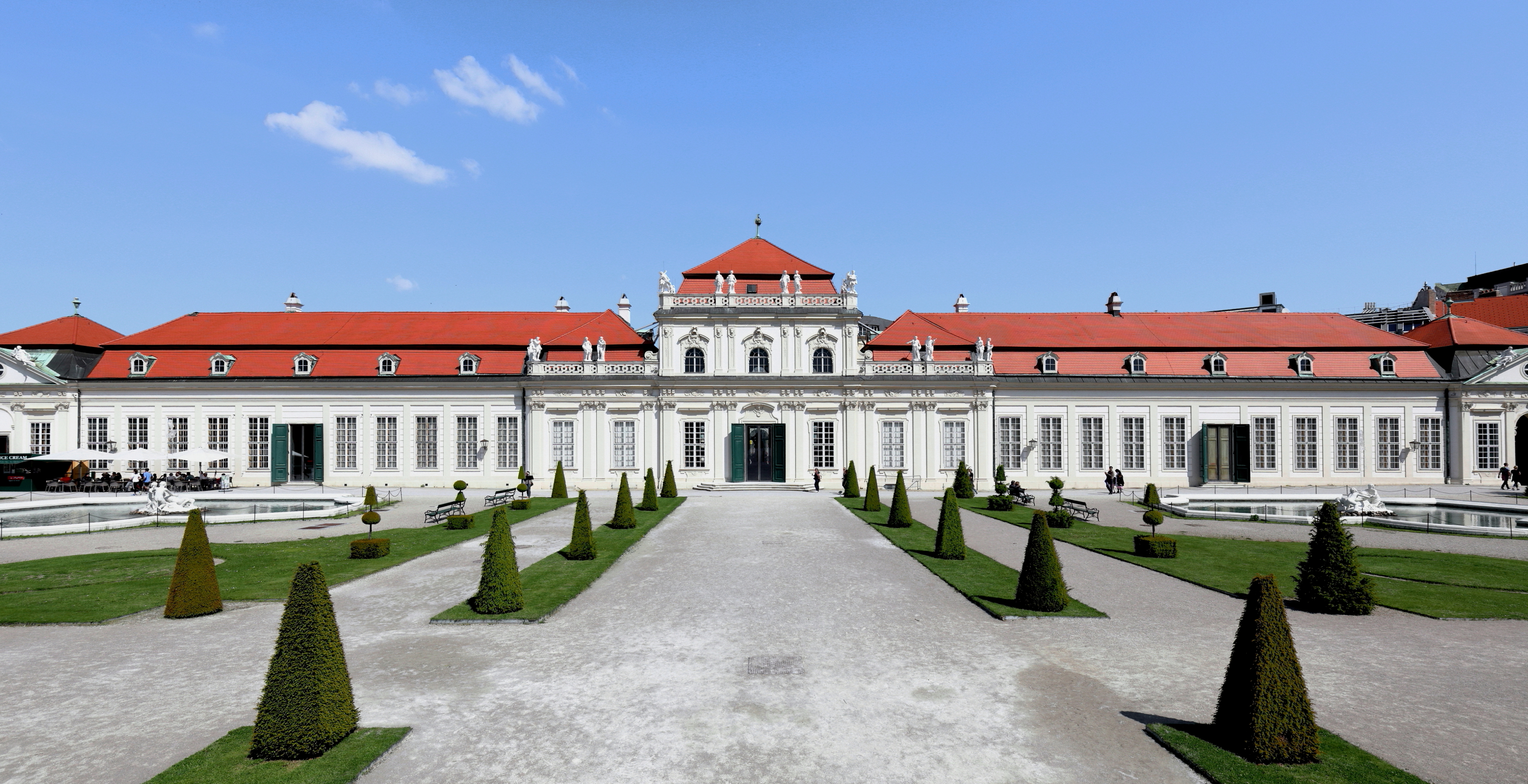
Gartenseite des Unteren Belvederes

In den Räumlichkeiten des Unteren Belvederes werden laufend Wechselausstellungen gezeigt, zu deren Höhepunkten etwa die großen Ausstellungen Gustav Klimt und die Kunstschau 1908 (2008), Prinz Eugen – Feldherr, Philosoph und Kunstfreund (2010) und Gustav Klimt / Josef Hoffmann. Pioniere der Moderne (2011/12) zählten.
Die zu einer modernen Ausstellungshalle adaptierte Orangerie dient ebenfalls unterschiedlichen Präsentationen.
Das Schaudepot „Schatzhaus Mittelalter“ im ehemaligen Prunkstall des Prinzen Eugen neben dem Unteren Belvedere präsentiert zahlreiche Objekte der sakralen mittelalterlichen Kunst.
Im Frühjahr 2014 gewann das Museum mit dem Ausstellungsraum im „Spitzhof“ des Unteren Belvederes in unmittelbarer Nähe zum Schwarzenbergplatz eine weitere Präsentationsmöglichkeit für kleinere Wechselausstellungen dazu.

### Belvedere 21, vormals 21er Haus

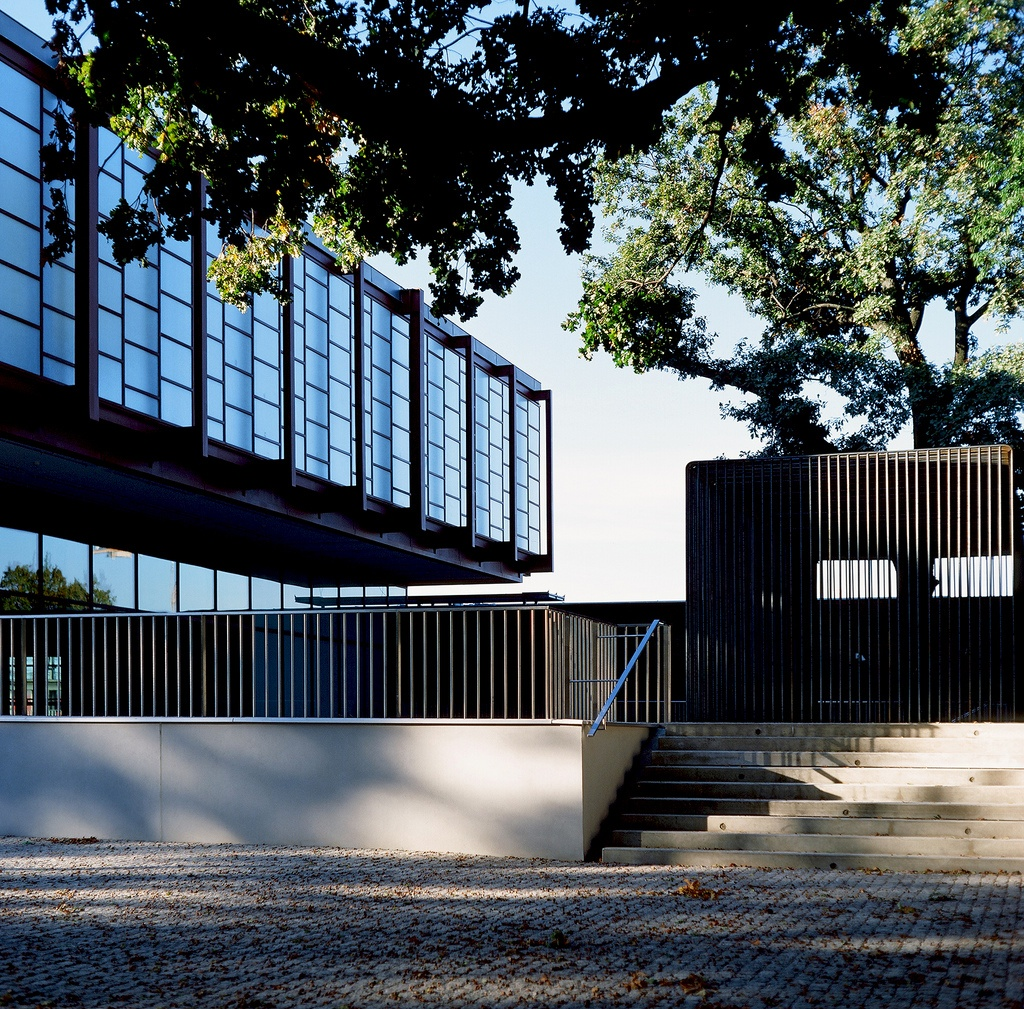
21er Haus mit dem „Wild Cube“ von Lois Weinberger

Das Gebäude von Karl Schwanzer, das als Österreich-Pavillon für die Weltausstellung 1958 in Brüssel gebaut wurde, wurde anschließend im Schweizergarten nahe dem Belvedere wiedererrichtet und diente jahrzehntelang als Museum des 20. Jahrhunderts (20er Haus). Nach der Revitalisierung und Adaptierung gemäß den Plänen von Adolf Krischanitz wurde es im November 2011 vom Belvedere als 21er Haus – Museum für zeitgenössische Kunst wiedereröffnet. Seit Anfang 2018 trägt das Haus den Namen Belvedere 21.
Das Haus versteht sich als Ort der künstlerischen Produktion, Rezeption und Reflexion. Im Mittelpunkt steht die österreichische Kunst des 20. und des 21. Jahrhunderts und deren Einbettung in einen internationalen Kontext. Im Obergeschoß wird die Sammlung des Belvederes zu Kunst ab 1945 in wechselnden Präsentationen gezeigt. Im von Nadim Vardag verspiegelten 21er Raum finden im Intervall von sechs Wochen Einzelpräsentationen von in Österreich lebenden und arbeitenden Künstlern und Artists in Residence des Belvederes statt. Auch die Ausstellungen anlässlich des BostonConsulting & BelvedereContemporary Art Awards werden seit 2013 hier gezeigt.
In der offenen Halle im Erdgeschoß werden Wechselausstellungen präsentiert, darunter große Einzelausstellungen von Hans Schabus, dem Künstlerkollektiv Gelatin und Ursula Mayer. Der Skulpturengarten, zum Schweizergarten hin gelegen, und Wotruba im Belvedere 21 mit einem eigenen Ausstellungsraum und dem Depot des Künstlernachlasses im Tiefgeschoß ergänzen das umfangreiche Programm des Hauses.
Mit dem Blickle-Kino beherbergt das Belvedere 21 das einzige komplett erhaltene 50er-Jahre-Kino Wiens. Es werden alle Facetten heutigen Film- und Videoschaffens präsentiert und unter Anwesenheit von Filmemachern, Kuratoren und Programmgestaltern zur Diskussion gestellt. Der Salon für Kunstbuch im Foyer ist ein 1:1-Modell einer Buchhandlung. Der von Bernhard Cella konzipierte Ort ist der erste Museumsshop weltweit, der als künstlerische Intervention geführt wird. Das Belvedere 21 beherbergt außerdem die Artothek des Bundes, deren Werke regelmäßig die Sammlungspräsentationen und Ausstellungen des Hauses bereichern.
Im Jahr 2001 wurde das Artist in Residence-Programm des Belvederes initiiert und im Augarten Contemporary eine Wohnung mit Atelier errichtet. Seither werden ausländische Künstlerinnen und Künstler nach Wien eingeladen, um Arbeiten zu entwickeln und zu präsentieren, die österreichische Kunstszene kennenzulernen sowie mit ihr in Dialog zu treten. Künstlerinnen und Künstler wie Jakob Kolding, Jonathan Monk, Róza El-Hassan, Ann-Sofi Sidén, Yoshitomo Nara, Hiroshi Sugito, Ugo Rondinone, Silke Otto-Knapp, Julian Göthe und Gülsün Karamustafa waren im Rahmen des Programms am Belvedere tätig.

### Winterpalais des Prinzen Eugen

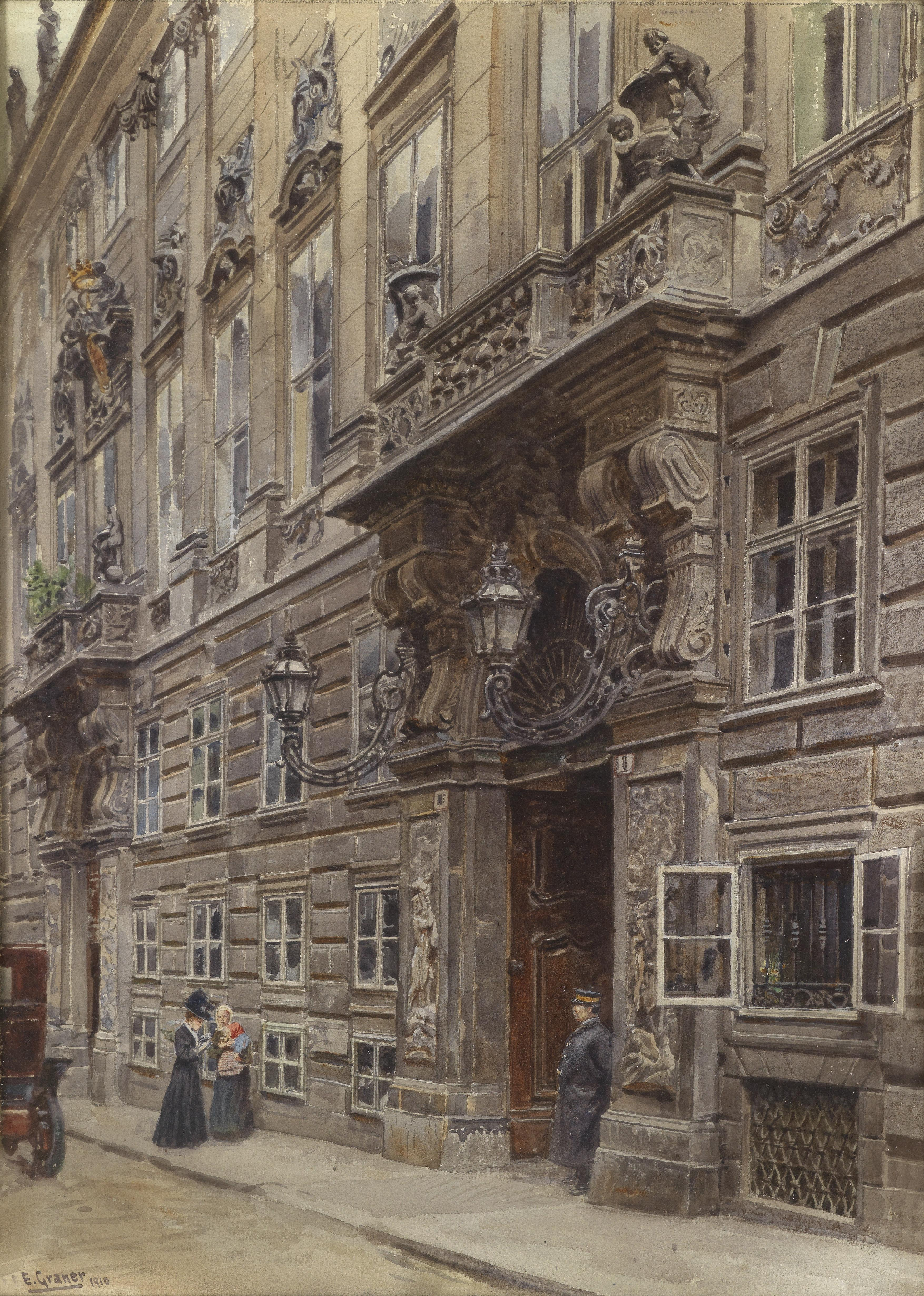
Ernst Graner, Winterpalais des Prinzen Eugen von Savoyen in Wien, Aquarell auf Karton, 63 × 44 cm, 1910

Von November 2013 bis zum Herbst 2017 wurden die einstigen Prunkräume von Prinz Eugen von Savoyen im Winterpalais (historisch meist als Stadtpalais bezeichnet) vom Belvedere museal bespielt. Mit der Herbstausstellung in seiner ersten in Wien errichteten Residenz sollte das Leben von Prinz Eugen anhand ausgewählter Exponate greifbar werden. Neben der Architektur des Stadtpalais waren die einstigen Sammlungen des Prinzen sowie jene des Belvederes zentrale Ausgangspunkte. Nach der Ausstellungssaison 2017 wurden die Räumlichkeiten wieder vom Finanzministerium übernommen.

### Ambrosi Museum und Augarten Contemporary
Der den Augarten Contemporary sowie das Gustinus Ambrosi Museum beherbergende Gebäudekomplex im nordöstlichen Teil des Augartens wurde als Museum, Atelier und Wohnort für den Künstler Gustinus Ambrosi konzipiert und in den Jahren 1953 bis 1957 durch Georg Lippert errichtet.
Im Augarten Contemporary, vormals Atelier Augarten, fanden seit dem Jahr 2001 Ausstellungen zeitgenössischer Kunst statt. Die Halle mit schrägen Nordfenstern und großen Raumvolumina inmitten eines englischen Gartens beherbergte Ausstellungen wie Bert Neumann, BC21 Art Award BostonConsulting & Belvedere Contemporary, Constantin Luser, Ouyang Chun und VALIE EXPORT: Serien.
2012 bis 2017 wurde der Augarten Contemporary von TBA21 bespielt. Das Belvedere ist mit TBA21 und Francesca Habsburg übereingekommen, den Augarten Contemporary ab 2012, zunächst für drei Jahre, unter dem Namen Thyssen-Bornemisza Augarten Contemporary zu bespielen. Das Belvedere hat mit der Eröffnung des neuen Museums sein zeitgenössisches Programm auf das heutige Belvedere 21 fokussiert.
Das dem Bildhauer Gustinus Ambrosi (1893–1975) gewidmete Museum ist als Sammlungsteil des Belvederes seit Herbst 1978 öffentlich zugänglich und beherbergt Bronze- und Steinskulpturen. Die ursprüngliche Aufstellung erfolgte nach dem Konzept des Künstlers. Das Ambrosi bereits 1913 im Prater zuerkannte Staatsatelier war im Zweiten Weltkrieg zerstört worden. Nach dem Tod Ambrosis wurde der künstlerische und dokumentarische Nachlass (Korrespondenzen, Tagebücher, Fotografien) im Auftrag der Republik Österreich vom Belvedere zur Betreuung übernommen. 2018/2019 blieb die weitere Nutzung der ehemaligen Atelierräumlichkeiten von Gustinus Ambrosi offen.

### Atelier Herbert Boeckl
Das Werk des österreichischen Künstlers Herbert Boeckl spannt einen Bogen von der Zeit des Ersten Weltkriegs bis in die 1960er-Jahre. Neben Porträts, Landschaften, Aktfiguren und Stillleben schuf Boeckl eine Vielfalt von originären Motiven. Von 1928 bis zu seinem Schlaganfall 1964 arbeitete der Künstler in seinem Wiener Atelier in der Argentinierstraße 42 im vierten Bezirk. Sein Arbeitsplatz präsentiert sich heute noch im Originalzustand, so wie ihn der Künstler verlassen hat. Staffeleien, alte Farbtuben, Pinsel, Bücher und weitere Malutensilien wie Einrichtungsgegenstände sind in situ zu sehen. Die Möbel und die Malutensilien wurden sorgfältig restauriert und geben einen eindrucksvollen Einblick in die Arbeitswelt dieses bedeutenden Malers.
Das Atelier ist seit Juni 2014 Teil des Belvederes und der Öffentlichkeit auf Anfrage zugänglich.

## Forschung

### Research Center
Das Belvedere sieht in der Erforschung der österreichischen Kunstgeschichte bzw. darin, kunstgeschichtliche Forschung zu ermöglichen, eine seiner Hauptaufgaben.
Mit dem 2009 eröffneten Research Center besitzt das Belvedere ein Kompetenz- und Forschungszentrum für österreichische Kunst. Es vereint die Abteilungen Archiv und Dokumentation, Bibliothek, Bildarchiv/Reproduktionen, Digitales Archiv sowie das 2010 gegründete Institut für die Erstellung von Werkverzeichnissen und kann so wirksame Synergien zwischen den vers. Bereichen erzielen und ein breiteres Publikum ansprechen.
Das Research Center beherbergt umfassende Sammlungen zur Kunst und Kunstgeschichte Österreichs. Neben den Kernaufgaben des Sammelns, Bewahrens und Forschens ist eine seiner zentralen Aufgaben, kunstgeschichtlich relevante Ergebnisse zu vermitteln und der Öffentlichkeit zugänglich zu machen.
Die Sammlungen des Archivs umfassen unter anderem das Hausarchiv des Belvedere ab 1903, eine umfangreiche Dokumentation zu ca. 20.000 Kunstschaffenden sowie zahlreiche Nachlässe und Teilnachlässe bedeutender, vorwiegend österreichischer, Künstlerinnen und Künstler. In der Bibliothek stehen Kunstinteressierten ca. 120.000 Medieneinheiten (Bücher, Zeitschriften und Neue Medien) als Präsenzbestand zur Verfügung. Der Sammlungsschwerpunkt liegt auf der Kunstgeschichte Österreichs vom Mittelalter bis zur Gegenwart mit besonderem Fokus auf der „Kunst um 1900“ sowie dem internationalen Ausstellungsgeschehen. Außerdem umfasst die Bibliothek Literatur zur Geschichte des Belvedere und eine große Sammlung an historischen und aktuellen Auktionskatalogen und Periodika. Das Bildarchiv sammelt und archiviert ca. 25.000 Bildmedien zum Belvedere und seiner Kunstsammlung sowie zur österreichischen Kunst und verwaltet die Bildrechte für die im Eigentum des Belvedere stehenden Kunstwerke.

### Curator in Residence
Das Curator-in-Residence-Programm wendete sich von 2012 bis 2017 an Kuratoren weltweit. Es hatte die Förderung von Wissenschaftlern zum Ziel, die zum Sammlungs- und Forschungsschwerpunkt des Belvedere/21er Hauses arbeiteten. Die Bandbreite der Forschungsthemen reichte von österreichischer Kunst vom Mittelalter bis zur zeitgenössischen Kunstproduktion im internationalen Kontext.

### Abgeschlossene Forschungsprojekte (Auswahl)

#### Internationales Netzwerk Hagenbund (1918 bis 1938)
Der Hagenbund war gemeinsam mit Secession und Künstlerhaus eine der drei großen Künstlervereinigungen, die das Kunst- und Kulturleben Wiens bis zum Beginn des Zweiten Weltkriegs bestimmten.
Ziel des Forschungsprojekts, das von April 2013 bis April 2015 durchgeführt wird, ist eine umfassende Darstellung der künstlerischen Beziehungen innerhalb des Hagenbundes, aber auch der Vernetzung der Hagenbund-Künstler mit anderen Institutionen, Kritikern, Journalisten, Ausstellungsmachern und Kulturpolitikern in Wien und europaweit. Die detaillierte Darstellung dieser Verbindungen soll die Klärung der Frage ermöglichen, warum zu bestimmten Zeiten einzelne Kunstströmungen wie Expressionismus, Neue Sachlichkeit, magischer Realismus oder die Abstraktion, in den Vordergrund rücken.
Aktualisierte Biografien der einzelnen Mitglieder sowie die möglichst lückenlose Darstellung der Ausstellungsgeschichte und der Aktivitäten des Hagenbundes sollen einen bedeutenden Teil der österreichischen Kunstgeschichte neu beleuchten.

#### Kunstrezeption in der „Neuen Freien Presse“ im Zeitraum 1901 bis 1910
Das Forschungsvorhaben setzte sich zum Ziel, alle kunsthistorisch relevanten Inhalte der österreichischen Tageszeitung „Neue Freie Presse“ für den Zeitraum 1901 bis 1910 – eines der bedeutendsten Jahrzehnte für die österreichische Kunst-, Kultur- und Geistesgeschichte – der Forschung und somit der Öffentlichkeit in adäquater Weise zugänglich zu machen. Da Printmedien im projektrelevanten Zeitraum die bedeutendsten Informationsträger für die Rezeption von bildender Kunst waren, stellte nach Auffassung der Forschenden die Tiefenerschließung der in der betreffenden Periode einflussreichsten Tageszeitung ein dringendes Desiderat der österreichischen Kunstgeschichtsforschung dar; es sollte die Forschungslage dieser Periode erheblich verbessern. Die Forschungsergebnisse würden nach Abschluss des Projekts in übersichtlicher und vollständig recherchierbarer Form über eine eigene Benutzeroberfläche auf der Website des Belvederes zur Verfügung stehen. Der Zeitraum für dieses Forschungsvorhaben lief von Oktober 2013 bis September 2015.

### Werkverzeichnisse
Durch das Institut für die Erstellung von Werkverzeichnissen trägt das Belvedere zur Erforschung österreichischer Kunstschaffender und ihrer Œuvres bei. In dem Research Center angegliederten Institut wird intensiv an der Erstellung und Herausgabe zahlreicher Werkverzeichnisse zu Künstlern aller Kunstströmungen vom Barock bis zur zeitgenössischen Kunst gearbeitet.

Panorama
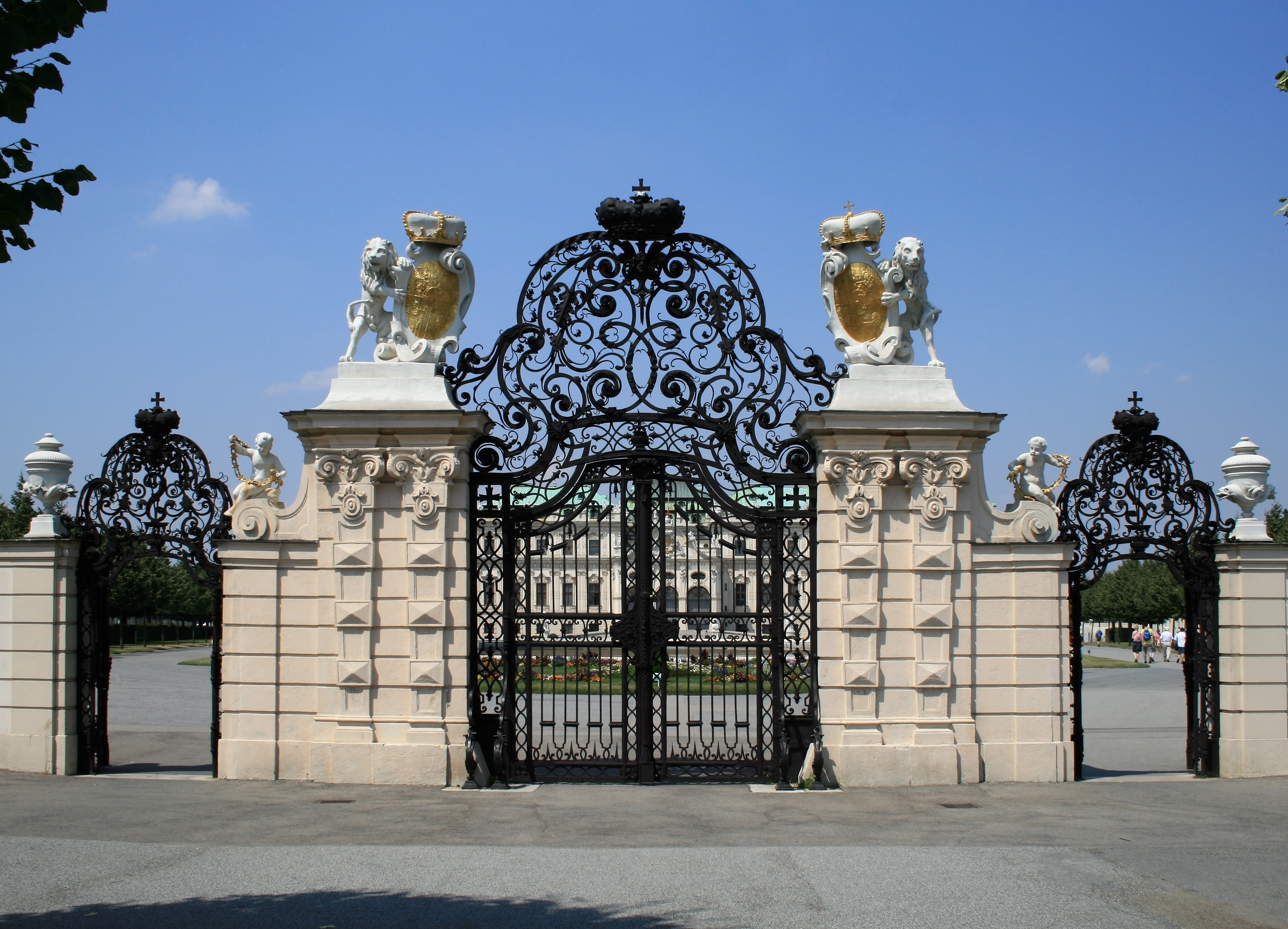
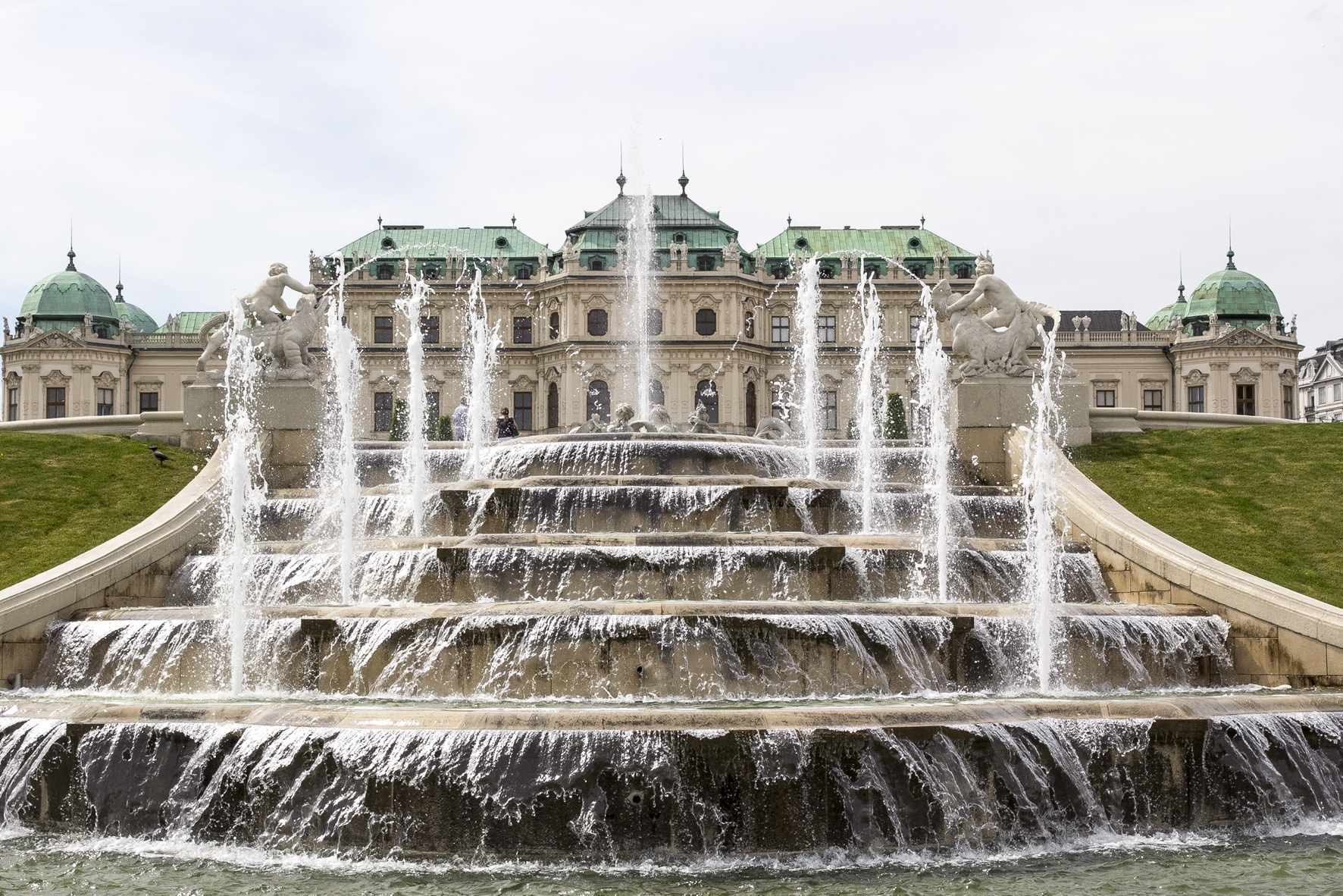
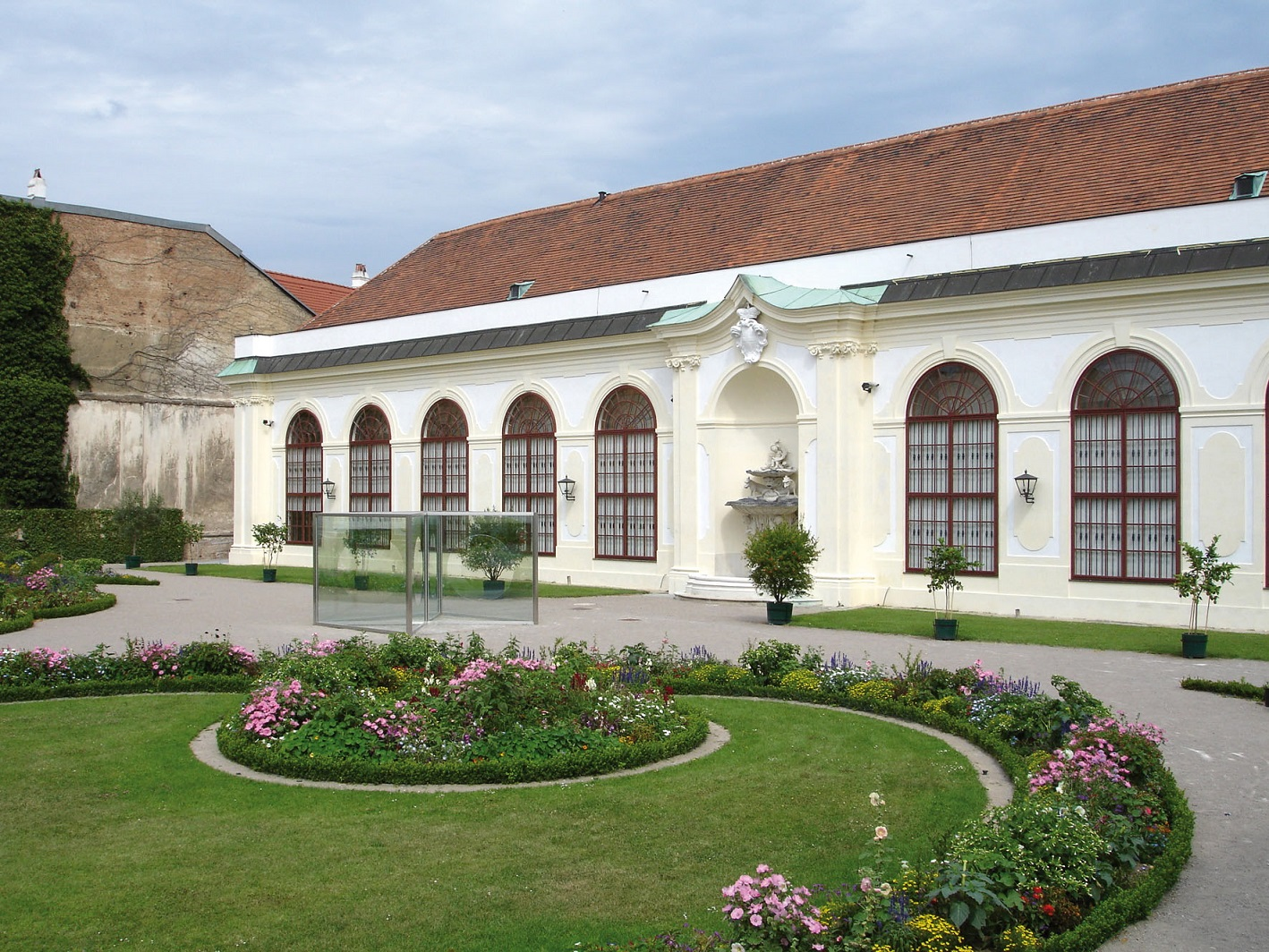
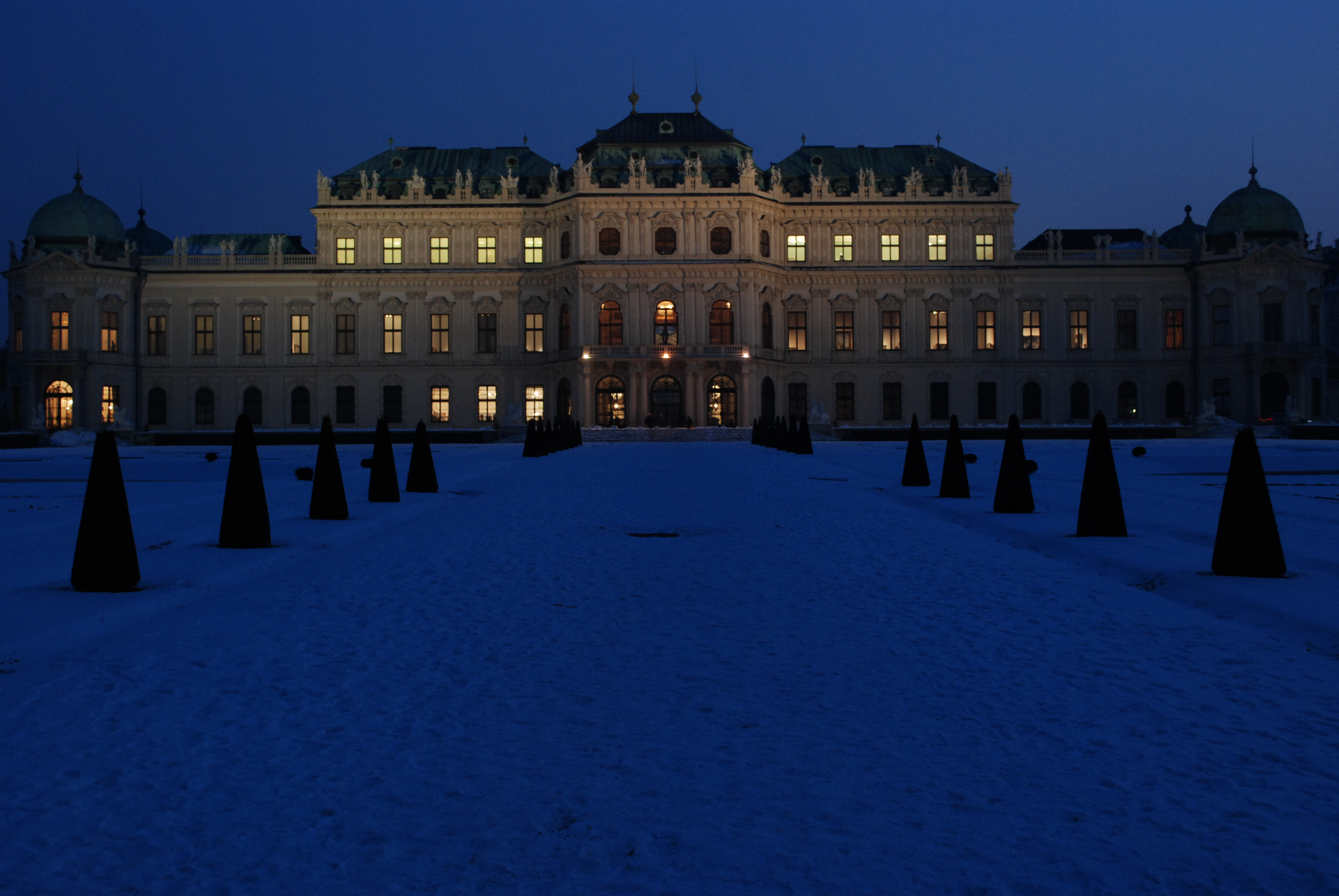

### Ausstellungskataloge
- Gustav Klimt und die Künstler-Compagnie. Belvedere Wien, 20. Juni – 2. Oktober 2007. Hrsg. von Agnes Husslein-Arco u. Alfred Weidinger. Weitra 2007, ISBN 978-3-85252-856-4.
- Gartenlust: der Garten in der Kunst. Belvedere Wien, 22. März – 24. Juni 2007. Hrsg. von Agnes Husslein-Arco. Wien 2007, ISBN 978-3-85033-051-0 / ISBN 978-3-85033-052-7.
- Wien – Paris: Van Gogh, Cézanne und Österreichs Moderne 1880–1960. Belvedere Wien, 3. Oktober 2007 – 13. Januar 2008. Hrsg. von Agnes Husslein-Arco. Wien 2007, ISBN 978-3-85033-107-4 / ISBN 978-3-901508-35-6.
- Gustav Klimt und die Kunstschau 1908. Belvedere Wien, 1. Oktober 2008 – 18. Jänner 2009. Hrsg. von Agnes Husslein-Arco u. Alfred Weidinger. München [u. a.] 2008, ISBN 978-3-7913-4225-2 / ISBN 978-3-7913-6225-0.
- Herbert Boeckl. Belvedere Wien, 21. Oktober 2009 – 31. Januar 2010. Hrsg. von Agnes Husslein-Arco. Weitra 2009, ISBN 978-3-900000-21-9 / ISBN 978-3-901508-73-8. (Werkverz. H. Boeckl S. 335–396).
- 150 Jahre Gustav Klimt. Belvedere Wien, 13. Juli 2012 – 6. Jänner 2013. Hrsg. von Agnes Husslein-Arco u. Alfred Weidinger. Wien 2012, ISBN 978-3-901508-92-9.
- Die Nacht im Zwielicht: Kunst von der Romantik bis heute. Belvedere Wien, 24. Oktober 2012 bis 17. Februar 2013. Hrsg. von Agnes Husslein-Arco, Brigitte Borchhardt-Birnbaumer u. Harald Krejci. München [u. a.] 2012, ISBN 978-3-7913-5259-6.
- Formalisierung der Landschaft: Hölzel, Mediz, Moll u. a. Belvedere Wien, 28. Mai – 8. September 2013. Hrsg. von Agnes Husslein-Arco u. Alexander Klee. München 2013, ISBN 978-3-902805-19-5.
- Barock since 1630. Belvedere Wien, 27. Februar – 9. Juni 2013. Hrsg. von Agnes Husslein-Arco, Georg Lechner u. Alexander Klee. Wien 2013, ISBN 978-3-902805-15-7.
- Gironcoli. Context: Andre, Bacon, Barney, Beuys, Bourgeois, Brus, Klauke, Nauman, Schwarzkogler, West. Belvedere Wien, 12. Juli – 27. Oktober 2013. Hrsg. von Agnes Husslein-Arco u. Bettina M. Busse. Nürnberg 2013, ISBN 978-3-902805-22-5 / ISBN 978-3-86984-437-4.
- Hundertwasser, Japan und die Avantgarde. Belvedere Wien, 6. März – 30. Juni 2013. Hrsg. von Agnes Husslein-Arco, Harald Krejci u. Axel Köhne. München 2013, ISBN 978-3-7774-2043-1.
- Dekadenz. Positionen des österreichischen Symbolismus. Belvedere Wien, 20. Juni – 13. Oktober 2013. Hrsg. v. Agnes Husslein-Arco u. Alfred Weidinger. Wien 2013, ISBN 978-3-902805-30-0 / ISBN 978-3-902805-24-9.
- Emil Nolde. In Glut und Farbe. Belvedere Wien, 25. Oktober 2013 – 2. Februar 2014. Hrsg. von Agnes Husslein-Arco u. Stephan Koja. München 2013, ISBN 978-3-902805-37-9 / ISBN 978-3-7774-2170-4.
- Wien – Berlin: Kunst zweier Metropolen. Belvedere Wien, 14. Februar – 15. Juni 2014. Hrsg. von Agnes Husslein-Arco u. Alexander Klee. München 2013, ISBN 978-3-7913-6533-6 / ISBN 978-3-7913-6533-6.

### Werkverzeichnisse
- Sabine Grabner: Der Maler Josef Danhauser: Biedermeierzeit im Bild. Monografie und Werkverzeichnis; … anlässlich der Ausstellung „Josef Danhauser. Bilderzählungen“, Belvedere Wien, 22. Juni – 25. September 2011 / Sabine Grabner. Böhlau, Wien 2011, ISBN 978-3-205-78718-1 (= Belvedere Werkverzeichnisse. 1).
- Cornelia Cabuk: Carry Hauser: Monografie und Werkverzeichnis. Weitra 2012, ISBN 978-3-99028-055-3 (= Belvedere Werkverzeichnisse. 2).
- Gerbert Frodl: Hans Makart. Werkverzeichnis der Gemälde. Weitra 2013, ISBN 978-3-99028-194-9 (= Belvedere Werkverzeichnisse. 3).
- Maria Pötzl-Malíková: Franz Xaver Messerschmidt: Monografie und Werkverzeichnis. Wien 2015, ISBN 978-3-902805-73-7 (= Belvedere Werkverzeichnisse. 4).
- Agnes Husslein-Arco, Cornelia Cabuk, Harald Krejci (Hrsg.): Marc Adrian – Film / Kunst / Medien. Monografie und Werkverzeichnis. Klagenfurt/Wien 2016, ISBN 978-3-85415-540-9 (= Belvedere Werkverzeichnisse. 5).

### Sonderpublikationen
- Das Belvedere – Mehr als ein Museum. Österreichische Galerie Belvedere, Wien 2016, ISBN 978-3-903114-20-3.
- Agnes Husslein-Arco (Hrsg.), Meisterwerke des Belvedere, Österreichische Galerie Belvedere, Wien 2012, ISBN 978-3-901508-94-3.
- Agnes Husslein-Arco, Cosima Rainer, Bettina Steinbrügge (Hrsg.): 21er Haus: Zurück in die Zukunft – ein retrospektiver Blick auf ein Museum. Revolver Publishing, Berlin 2011, ISBN 978-3-86895-201-8.
- Agnes Husslein-Arco, Katharina Schoeller (Hrsg.): Das Belvedere: Genese eines Museums. Weitra 2011, ISBN 978-3-99028-010-2.
- Ulrike Seeger: Belvedere: Das Sommerpalais des Prinzen Eugen. Brandstätter, Wien 2006, ISBN 978-3-902510-97-6 / ISBN 978-3-85033-016-9 (englisch).
- Ulrike Seeger: Stadtpalais und Belvedere des Prinzen Eugen: Entstehung, Gestalt, Funktion und Bedeutung. Böhlau, Wien/Köln/Weinmar 2004, ISBN 3-205-77190-7 (zugleich Habilitationsschrift, Martin-Luther-Universität Halle-Wittenberg 2002).
- Hadwig Kräutler, Gerbert Frodl (Hrsg.): Das Museum: Spiegel und Motor kulturpolitischer Visionen. 1903–2003, 100 Jahre Österreichische Galerie Belvedere. Facultas WUV Universitätsverlag, Wien 2004, ISBN 3-85114-851-7.
- Hans und Gertrude Aurenhammer: Das Belvedere in Wien: Bauwerk, Menschen, Geschichte. Schroll, Wien [u. a.] 1971, ISBN 3-7031-0222-5.